# 北海道放送
北海道放送株式会社（ほっかいどうほうそう、英: Hokkaido Broadcasting Co.,Ltd. 略称：HBC）は、北海道を放送対象地域とし、中波放送（AM放送）およびテレビジョン放送事業を兼営している特定地上基幹放送事業者である。
テレビはJNNの基幹局（五社連盟）。札幌放送局のコールサインはJOHR-DTV、リモコンキーIDは「1」。
ラジオ（中波放送（AM放送））はJRN系とNRN系のクロスネット局。札幌放送局のコールサインはJOHR。ラジオ事業についての詳細はHBCラジオを参照。

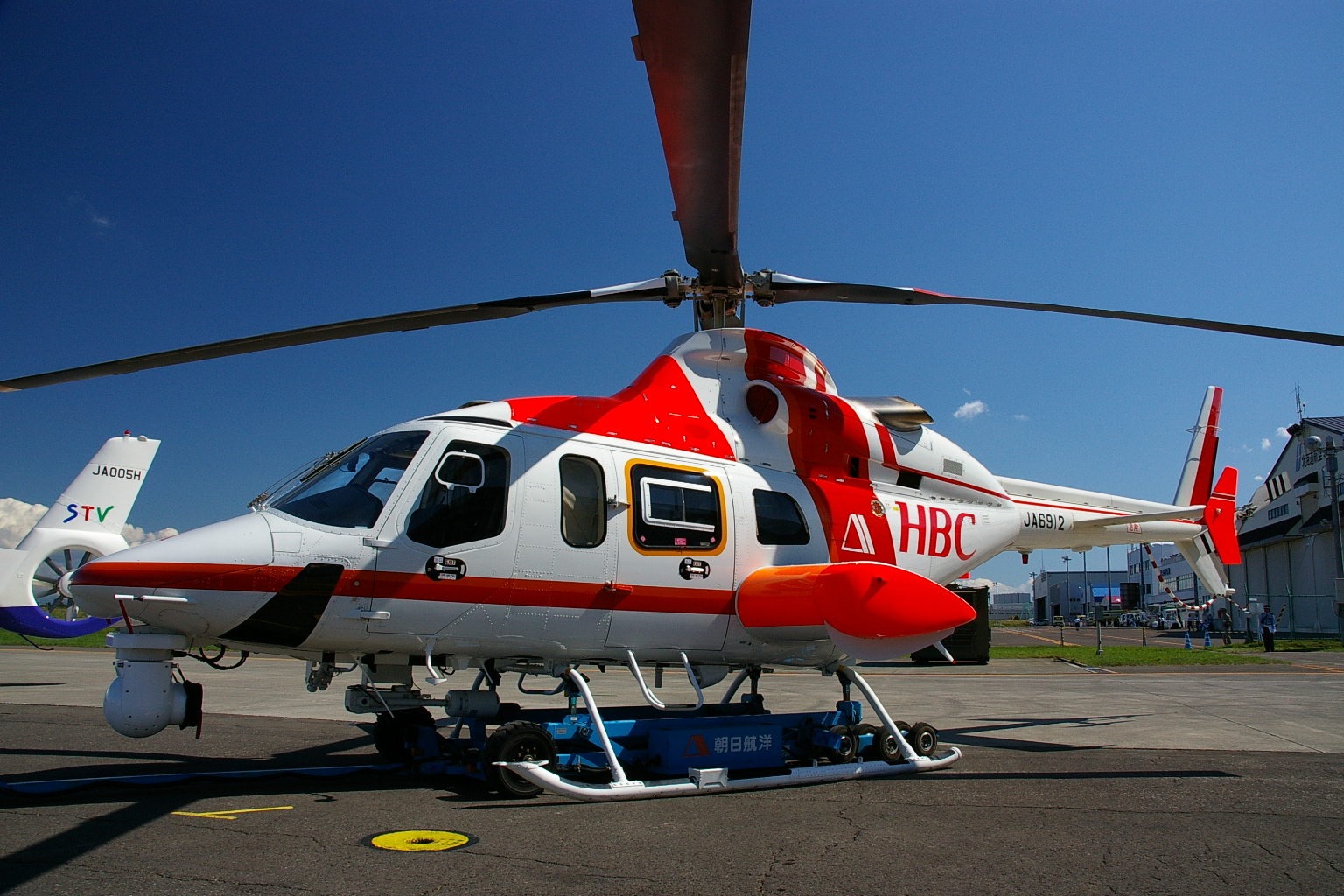
取材ヘリ（ベル 430、朝日航洋が運航）

## 会社概要
- 代表取締役会長 : 渡辺卓
- 代表取締役社長 : 勝田直樹
- 本社・札幌放送局 : 札幌市中央区北1条西5丁目2（〒060-8501）

### 放送局・支社・支局
- 旭川放送局：旭川市1条通8丁目542-4 一条緑橋通ビル3階（〒070-0031）
- 函館放送局：函館市梁川町9-5（〒040-8616）
- 帯広放送局：帯広市西2条南10丁目11 ISビル2階（〒080-8560）
- 東京支社：東京都港区新橋3丁目1-9-301 新橋ビルディング8階（〒105-0004）
- 大阪支社：大阪市北区堂島1丁目6‐20 堂島アバンザ5F（〒530-0003）
- JNN-HBC北京支局：中華人民共和国北京市建国門外外交人員公寓11-111
- TBSモスクワ支局（特派員を派遣している）

#### 番組制作を取りやめた放送局
- 北見放送局：北見市幸町2丁目1-28 フヂサワビル502（〒090-0036）[注 1]
- 釧路放送局：釧路市城山2丁目4-34（〒085-0826）

上記の放送局はいずれも現存しているが、2003年（平成15年）4月以降独自番組の制作を取りやめており、ラジオ・テレビの送信、および取材拠点としての業務のみを行っている。

#### 過去に存在した放送局など
- 小樽放送局・苫小牧放送局（ともに支局とされていた時期あり）：合理化により、札幌放送局に統合（時期不明）。
- 室蘭放送局（室蘭市）：合理化により、2003年（平成15年）に函館放送局へ機能統合[注 2]。
- 東北支社（青森市）：青森支局から改称、合理化により、函館放送局へ統合（室蘭放送局と同時期）。青森支局時代はATV開局前も含め青森県内の取材は行わなかったが、函館局から青森県防災広報番組を放送していた。
- 名古屋支社：名古屋市中区錦三丁目23‐31 栄町ビル4F（〒460-0003）
- JNNサンパウロ支局： ブラジルサンパウロ 1980年 - 1993年。後述するサハリンに移転。
- JNNロシア極東支局： ロシアサハリン→ウラジオストク 1993年にサンパウロから移転。1999年に廃止。

その他、かつては網走市・紋別市に通信部もおかれていたが廃止された。

### 関係会社
- 株式会社HBCフレックス（2015年（平成27年）7月1日にHBCメディアクリエートと合併）
- 株式会社HBCビジョン
- 株式会社三新 - 放送設備の保守、VTR編集等

かつては札幌市内の手稲山一帯でスキー場・遊園地などからなる株式会社テイネオリンピアを三菱マテリアルとの合弁で運営していたが、その後加森観光にすべて売却された。

## 放送局概要
札幌テレビ放送（STV）がラジオ局を分社した ことによって、道内の民放では唯一の同一法人によるラジオ・テレビ兼営局となった。
データ放送を実施しており、番組表サービス「Gガイド」を配信している。
系列新聞は北海道新聞（道新）・道新スポーツとされているが、道新が北海道文化放送（UHB）・テレビ北海道（TVh）とも関わりが深いことに加え、HBC側も2020年（令和2年）9月に道新のライバルである十勝毎日新聞社グループと包括提携を結んでおり、2022年現在特定の新聞社との繋がりは薄くなっている。
現在のマスコットキャラクターは猿がモチーフの「もんすけ」で、過去には1992年（平成4年）8月のラジオ「AMステレオ放送」開始時に「ラジレオくん」というキャラクターを使用していた。キャッチフレーズは「ガッチャンコ」（2014年7月より）。
HBCの初代社長を務めた阿部謙夫は当時の親会社であった道新から派遣され、開局当初は道新系列の放送局であったが、阿部が亡くなった1972年（昭和47年）にHBCと道新が協力してUHBを開局した。UHB開局後、HBCと道新の資本関係はマスメディア集中排除原則の兼ね合いから毎日新聞社と東京放送（現・TBSホールディングス）のように希薄になったが、ラジオニュースでは平日日中の00分時に「道新ニュース」30分時は「HBCニュース」の名称を使用し、現在も引き続き良好な関係が続いている。なお、現在の筆頭株主は共栄火災海上保険である。
テレビドラマは1957年（昭和32年）から生放送で制作を開始、1958年（昭和33年）11月から「東芝日曜劇場」での制作に参加し、1993年（平成5年）まで約150本の作品を制作した ほか、「近鉄金曜劇場」などの放送枠でもドラマを制作した。これらの放送枠から『うちのホンカン』『ダンプかあちゃん』『幻の町』などの作品を全国に送り出し、日本民間放送連盟賞や芸術祭賞などを数多く受賞。芸術祭賞では『オロロンの島』（1962年）が文部大臣賞を受賞している。「日曜劇場」がTBS制作の連続ドラマ枠になってからは他の2時間ドラマ枠にて年2本のペースでドラマを作り続けてきたが、キー局やスポンサー等の関係で現在は特別番組としてのテレビドラマを年1作程度制作しているほか、ラジオドラマの制作にも再び力を入れるようになった。
ドキュメンタリー番組も数多く制作しており、代表的なテレビ作品として『ヤンキー母校に帰る』や『大草原の少女みゆきちゃん』などがあり、両作品ともDVD化されている。芸術祭賞でも制作番組が受賞しており、『地底の葬列』（1982年）・『ヒューマンドキュメンタリー いのちの記憶 -小林多喜二 二十九年の人生-』（2008年）が大賞を受賞した。近年では『記憶障害の花嫁 最期のほほえみ』が2011年度のJNNネットワーク大賞を受賞した。
上記の他、バラエティ番組も自社制作しており一部はローカル枠を利用してゴールデンタイムに放送されたり、単発番組として全国放送もされている。
青少年を対象とした文化活動も積極的に行っており、『HBC少年少女合唱団』『HBCジュニアオーケストラ』を企画・運営しているほか、『全国こども音楽コンクール』の北海道ブロック大会として『HBCこども音楽コンクール』も主催している。
2001年（平成13年）4月に気象庁より道内の放送局で初めて「天気予報業務許可業者」としての認可を受けたことに伴い、2001年（平成13年）12月に「HBCウェザーセンター」を開設し独自の天気予報が可能となった。
道外でも青森県の一部や北方領土でテレビの視聴やラジオの聴取が可能である。
2021年（令和3年）10月現在、JNN基幹局（五社連盟）では唯一認定放送持株会社に移行していない。
三大都市圏以外では初めて民放テレビ放送を開始した局である。

### 新社屋移転

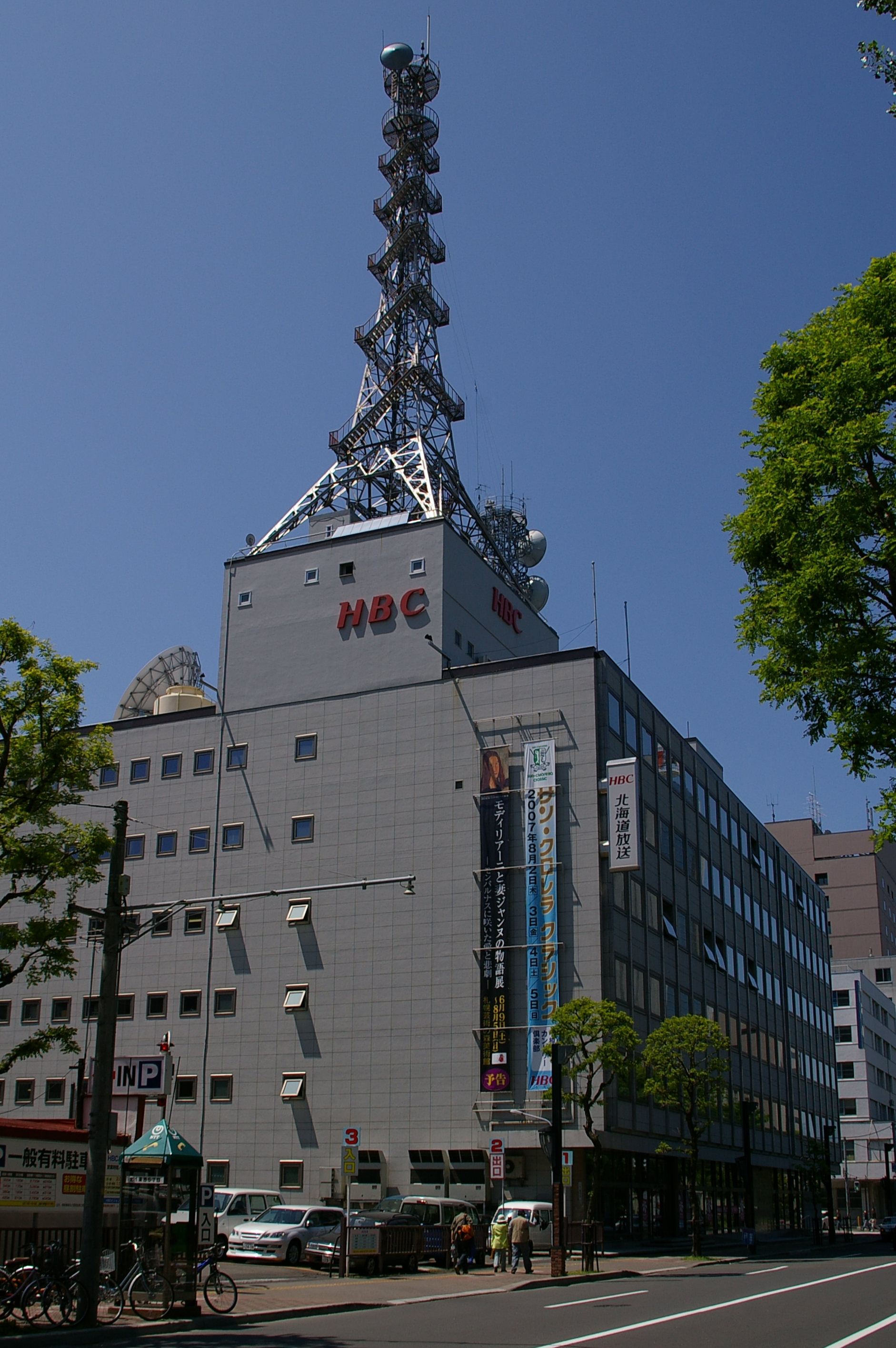
旧本社社屋（現在は解体）。

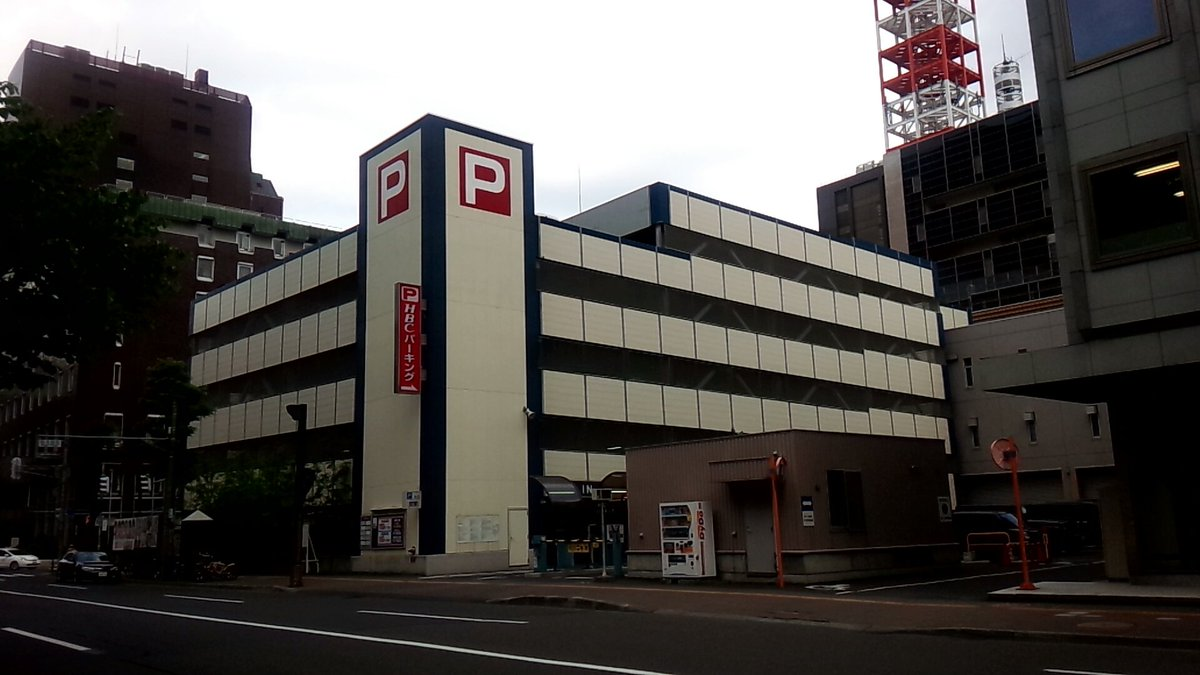
新社屋建設前に存在した立体駐車場「HBCパーキング」。

1959年（昭和34年）竣工（1967年（昭和42年）増築）のHBC会館は老朽化が著しく、2017年（平成29年）5月26日の会見で会館に隣接する立体駐車場（HBCパーキング）を解体した跡地に新社屋を建設することを発表 した。
規模は地上9階・地下1階建、延床面積は現会館と同規模の1万2376平方m。設計・監理は現会館と同じ久米設計札幌支社。施工は入札の結果、熊谷組北海道支店が請け負った。2018年（平成30年）9月に着工し、2020年（令和2年）3月31日に竣工。
業務開始は9月23日で、運用開始はラジオは9月21日、テレビは10月12日にそれぞれ運用開始した。
新社屋内部には、社員用ラウンジに併設して関係者用のセイコーマートの無人店舗も設置されており、それに伴いHBCはセコマ（「セイコーマート」の持株・統括会社）と「災害時における物資の供給及び連携等に関する協定書」を締結した。これは、セコマが他に無人店舗を出店している三井住友海上火災保険や損害保険ジャパン北海道本部などと同様の対応である。
テレビスタジオは生放送中心の第1、収録中心の第2、そしてスポットニュース用のNの3室で、そのうち第2サブは4K対応である。
ラジオスタジオは生放送中心で大きな外装がある第1と第2、収録用の第3と第4の4室 で、他にナレーション録りや編集を行う編集ブースもある。
また地下にはHBCジュニアオーケストラ・HBC少年少女合唱団の練習スタジオも整備されている。
なお旧社屋であったHBC会館はその後新社屋運用開始後に解体され、HBC会館跡地にはNTT都市開発がホテルやオフィス、商業施設などが入る110.92㎡の27階建ての複合高層ビルを建設する予定。

## ロゴマークの変遷

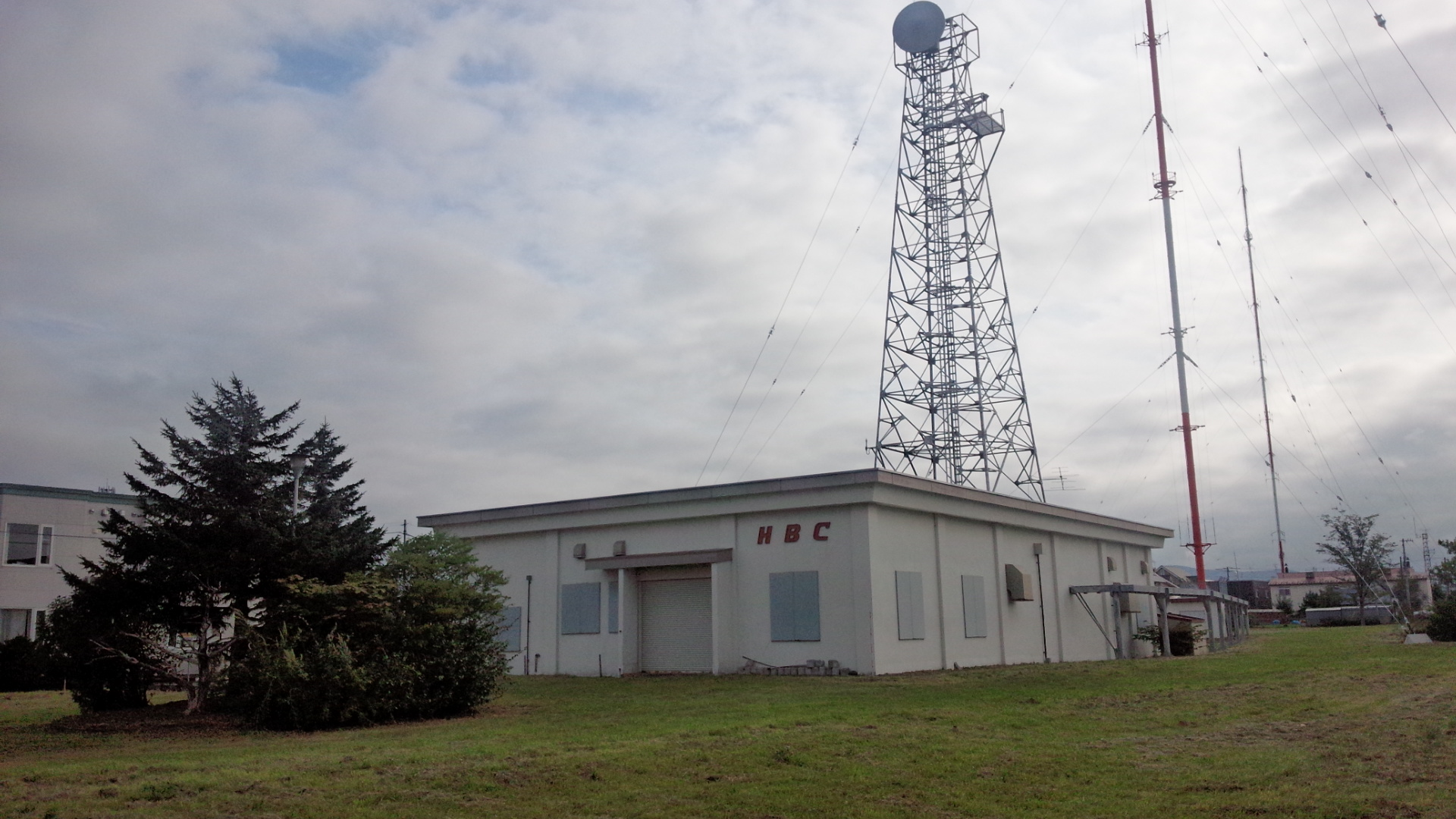
初代のロゴマーク（HBC東旭川送信所より）

TBSの美術部が制作した初代のロゴマーク（以下「旧ロゴ」と記載）は、1956年（昭和31年）から2001年（平成13年）11月まで45年にわたり使用していた。テレビでは旧型の湾曲ブラウン管型の図形のなかに「HBCテレビ」のロゴを模ったものもあり、これは現在もマイク、記者腕章、本社駐車場内車庫の外壁、中継・機材車、札幌を除く道内各放送局の外壁、一部テレビ・ラジオの送信所と中継局に残っている。なお、本社社屋に掲示していたロゴマークは、旧ロゴと多少デザインが異なったものも掲げられていたことがある。
創立50周年を迎えた2001年（平成13年）12月より、旧ロゴをスマートにした現在の文字ロゴ（2代目。以下「正式ロゴ」と記載）に変更された。主に本社社屋の外壁、放送機材、封筒、テレビ・ラジオの番組表、ホームページなどで使われている。また、札幌ドームレフトポール際のフェンスに広告掲示している「テレビ・ラジオ」の表示にも使用しているほか、一部の送信所・中継局でも使われている（地上デジタル放送送信施設のあるテレビ送信所・中継局はほとんどがこのロゴマークとなっている）。
2006年（平成18年）の春改編時からは、テレビ放送用の新ロゴ（3代目）も登場。「1からはじまるHBC」のキャッチフレーズで「B」の中に数字の「1」がデザインされ、グリーンで配色された新ロゴはデジタルテレビ放送のPRも兼ねて正式ロゴと2011年（平成23年）10月31日まで併用していたが、2011年（平成23年）11月1日からは従来の正式ロゴに戻された。なお、テレビ送信所・中継局では当初より新ロゴを使用せず、旧ロゴや正式ロゴを掲示している。

## 番組表での局名表記
北海道新聞ではテレビ・ラジオ欄とも「HBC」と略称のみで掲載。その他（道新以外に）道内で購読されている全国紙・地方紙は「HBCテレビ」および「HBCラジオ」と表記している（以前は道新でも1982年（昭和57年）頃まで「HBCテレビ」および「HBCラジオ」と表記していた）。
青森県を中心とした道外地方紙では、東奥日報がHBCをはじめとする道内のテレビ・ラジオ番組をハーフサイズで掲載（ラジオ欄は「HBCラジオ」、テレビ欄は「北海道放送」 と表記）。また全国紙においてもスポーツニッポンとしんぶん赤旗の北東北版はHBCをはじめとする道内のTV番組を極小サイズで掲載している（道内ラジオはスポニチ北東北版がFMラジオ局のみ掲載、道内AMラジオ局を掲載しているのは東奥日報のみ）。また、かつての河北新報ラ・テ欄では、テレビが「北海道テレビ」 と、ラジオは｢北海道放送｣と記載されていた。

## 編成等の特徴

### テレビ
フィラー番組『TBS NEWS』 は、当初札幌放送局（本社直轄で札幌都市圏ならびに小樽市周辺地域）のみの終夜放送（月曜未明の一部を除く）であったが、2005年3月28日から道内全域で終夜放送している。ただし、不定期に一部地域で放送休止となる場合があり、メンテナンスの状況によってはフィラー開始前のHBC天気予報とその前のテレビショッピングの放送も一部地域で休止となる場合がある（主に月曜日未明）。『TBS NEWS』が放送休止（放送開始まで数分程度あるいは衛星配信そのものが休止）の場合は本社に設置されているお天気カメラの風景映像に音楽を交えて放送される。TBSニュースバードのフィラー放送開始以前は本社に設置されているお天気カメラの風景映像に音楽を交えて放送される形式だった（画面下にアナログテレビ放送終了の告知を表示。以前は次番組の予告を表示していた）が、これも当初は札幌放送局管内のみで他の地域では道内局独自のカラーバーまたはNTT中継回線テストパターンを流していたか停波していた。 『TBS NEWS』のフィラー放送時、ワンセグでは随時、ワンセグ向けに独自の番組を放送することがある（午前4時台）。
プロ野球（NPB）公式戦の中継については、TBS系列でDeNA（TBSテレビ制作）・中日（CBCテレビ制作）・阪神（毎日放送制作）・広島（中国放送・TBSテレビ共同制作）対巨人戦を放送する時でも、北海道放送では自社制作による北海道日本ハムファイターズ戦（ホーム・ビジター を問わず）を中継する（この場合、タイトルは『Bravo!ファイターズ』に変わる）。その場合でも、対巨人戦はBS-TBS・TBSチャンネル（阪神対巨人戦はGAORAでTigers-ai制作分を放送）でも視聴可能となっており、道南の一部地域では、青森テレビでの視聴が可能となっている。
ゴールデンタイムにナイター中継を放送する場合、CBCテレビ・毎日放送・中国放送・RKB毎日放送とは異なり（毎日放送とRKB毎日放送はごく一部の日程のみ）、JNN協定に「単発特別番組など特例の場合を除き、後日放送を行うことは認められない」という規定がある関係で、通常番組を差し替えて放送することは事実上困難であり、地元にプロ野球球団が存在する東北放送でも同様の対応となっている（一時CBCテレビや中国放送と同様にネット番組を休止して独自のナイター中継に差し替えていたことがある）。 なお、過去に北海道放送でゴールデン枠の対巨人戦が差し替えられたケースは2005年と2007年（3月30日、4月20日、5月18日）に3回ほどあったが、2004年と2006年はわずか1回の中継にとどまっている。その後は、水曜日や週末などのローカル枠にて放送しており、北海道コンサドーレ札幌やレバンガ北海道の試合中継も同様に実施した経験がある。
北海道のテレビ局ではで唯一、深夜アニメの製作を手がけている。『ああっ女神さまっ』（第1期）はTBSテレビでは深夜に放送されていたが北海道放送では朝6時から放送された（地上波では北海道放送のみネット）。しかし『ああっ女神さまっ それぞれの翼』（第2期）は枠の関係からか未放映（地上波では毎日放送のみネット）となった。 近年はテレビ北海道に次ぐ数の深夜アニメを放送しており、2006年4月より独立局アニメに参入し、2012年4月からはアニメ・声優情報バラエティ『コエキタ!!』が放送された。だがキー局のTBS制作による深夜アニメは、2014年4月期の『ブレイドアンドソウル』から2021年10月期の『プラチナエンド』（BS11と共同製作参加）まで7年半も放送されていない状況が続いていた。
ワンセグ放送のみ、番組情報が一切記載されない。

## スタジオ

### テレビ

#### 本社スタジオ
テレビ第1スタジオ（3階・129坪　有効103坪）
『今日ドキッ!』『グッチーな!』他各種特番で使用。

テレビ第2スタジオ（3階・60坪）
『ジンギス談!』『Bravo!ファイターズ』等で使用。また中継処理も行う。4K収録に対応している。
Nスタジオ（2階・9坪）
スポットニュース用。

#### 旧本社（HBC会館）スタジオ
テレビ第1スタジオ（120坪）
1階に位置し、会館閉鎖時は『今日ドキッ!』『いまなにしてる?』『金曜ブランチ』などで使用。
かつては『パック2』『テレポート6』のほか『東芝日曜劇場』等のドラマの制作も行っていた。
テレビ第2スタジオ（60坪）
4階に位置し、報道フロアに隣接している為『今日ドキッ!』『ひるおび!』内北海道ローカルニュースといった報道番組を中心に使用されていたが、まれに収録系番組でも使用された事がある。
1959年の会館竣工時は工事だけ行っており、スタジオとしての運用開始は1969年。1985年に専用の放送設備が整備され、2005年頃にニュース用に改修された。
テレビ第3スタジオ
2階に位置し、ワイドニュース『テレポート6』開始前年の1974年に整備。ニュースや番宣番組、SNG分配などに利用されたが、地上デジタル放送を開始した頃に閉鎖した。

この他、ウェザーセンターと報道フロア内に顔出しブースがある。

## 資本構成
企業・団体は当時の名称。出典：

### 2021年3月31日
| 資本金      | 発行済株式総数 | 株主数 |
| ----------- | -------------- | ------ |
| 4億9500万円 | 2,200株        | 185    |

| 株主                             | 株式数 | 比率  |
| -------------------------------- | ------ | ----- |
| 共栄火災海上保険                 | 184株  | 8.36% |
| 明治安田生命保険                 | 174株  | 7.90% |
| 北洋銀行                         | 092株  | 4.18% |
| ノースパシフィック               | 088株  | 4.00% |
| 北海道銀行                       | 081株  | 3.68% |
| 三菱UFJ信託銀行                  | 077株  | 3.50% |
| 日本トラスティ・サービス信託銀行 | 074株  | 3.36% |
| TBSホールディングス              | 070株  | 3.18% |
| MBSメディアホールディングス      | 060株  | 2.72% |
| 中部日本放送                     | 060株  | 2.72% |
| RKB毎日ホールディングス          | 060株  | 2.72% |
| 北海道新聞社会福祉振興基金       | 060株  | 2.72% |

## 沿革

### 1950年代
- 1951年（昭和26年）
  - 4月21日 - 【ラジオ】予備免許交付[19]。
  - 6月29日 - 北海道新聞社内に創立事務局設置[20]。
  - 11月22日 - 創立株主総会開催[21]。
  - 11月30日 - 設立登記完了、この日を創立記念日とする[22]。
- 1952年（昭和27年）
  - 1月19日 - 【ラジオ】午前7時より中波（AM）ラジオ試験放送開始[23]。このときのスタジオは当時の送信所（札幌市東区北32条東15丁目。現・イオン札幌元町ショッピングセンター）に仮設された。現在は当地に「北海道民放第一声の地」の記念碑がある。これは1981年に開局30周年記念事業の一環として建立されたもの[24]。当時の送信アンテナはトドマツ材を12本使用した高さ約80mの木柱で、木製アンテナは当時としても珍しかった。なお、この旧ラジオ送信所は現送信所へ移転する1971年（昭和46年）まで使用された。第一声を担当したのは河内寿美子アナウンサー（当時）。「JOHR、JOHR、こちらは北海道放送でございます。ただいま周波数1230キロサイクルで試験電波を発射しております」であった[25]（当時の音源は残っていない）。このとき使われたマイクはコード部分を切り取って保存していたが、2001年（平成13年）の創立50周年を機に技術スタッフが大規模な修復を施しマイクの復元に成功、2002年（平成14年）1月18日放送の『テレポート2000』でこのマイクが使用された。
  - 2月5日 - 【ラジオ】本免許交付[26]。
  - 2月8日 - 【ラジオ】サービス放送開始[27]。
  - 3月10日 - 【ラジオ】全国7番目（東日本で2番目）、道内初の民間放送局としてラジオ本放送開始（送信所仮設スタジオから）[28]。
  - 3月15日 - 大丸ビル（札幌市南1条西3丁目。現・大丸藤井セントラル）5階にスタジオ完成[28]（3月31日供用開始[29]）。
- 1954年（昭和29年）
  - 7月10日 - 【テレビ】8月31日まで、函館市で開催された北洋漁業再開記念北海道大博覧会(北洋博)にてテレビ試験放送実施、3ch（当時のコールサインは「JOHO-TVX」、出力映像50W・音声25W）[注 11][30]。
  - 11月1日 - 【ラジオ】東京支社スタジオからの中央発ニュース（外電と国内ニュース）中継放送開始[31]。
- 1955年（昭和30年）7月1日 - 【テレビ】8月31日まで、札幌本社屋上からVHF3ch・映像50W・音声25Wでテレビ試験放送実施（1日2時間）[32]。
- 1956年（昭和31年） 
  - 9月1日 - 【ラジオ】東京支社発ニュースを山形放送（YBC）へネット開始[33]。
  - 11月29日 - 【テレビ】アナログテレビ予備免許交付[34]。
- 1957年（昭和32年）
  - 3月1日 - 【テレビ】アナログテレビ試験放送を開始[35]。
  - 4月1日 - 【テレビ】アナログテレビ（コールサイン：JOHR-TV、1ch、映像10kW、音声5kW）本放送開始[36]。送信所は運用開始当初から手稲山に設置[37]（日本のテレビ送信所では初のマウンテントップ方式によるもので、1956年（昭和31年）12月完成。後述）。
  - 6月10日 - 【ラジオ】東京支社発ニュースを岩手放送（IBC）へネット開始[38]。
- 1958年（昭和33年）7月 - 【テレビ】札幌市で開催された北海道大博覧会にてカラーテレビ試験放送を実施[39]。
- 1959年（昭和34年）
  - 6月1日 - 【ラジオ】東京支社から山形放送へのニュース送り中止[40]。
  - 6月3日 - 【ラジオ】東京支社から岩手放送へのニュース送り中止[41]。
  - 8月 - 【テレビ】JNN協定締結。これ以前より、テレビニュースはラジオ東京（KRT、現・TBSテレビ）の『東京テレニュース』を放送していた。
  - 9月 - 札幌市北1条西5丁目（旧石狩支庁、日本赤十字札幌支社跡）に本社・札幌放送局の社屋（HBC会館）が完成[42]。完成当時は本社機能とテレビ部門のみがHBC会館に移り、ラジオ部門は開局当時からの大丸ビルに残留していた。

### 1960年代
- 1960年（昭和35年）
  - 2月25日 - 【テレビ】KRT・CBC・ABC・RKBの四社連盟に加入し、翌日五社連盟として発足。それまで数多く放送されていた日本テレビの番組については、前年12月までにほぼSTVへの移行を済ませていた。
  - 3月 - 【ラジオ】全国初の無人ラジオ送信所運用として網走送信所の無人化を開始[43]。
  - 8月31日 - 【ラジオ】東京支社発ニュース中継放送を中止[44]。
- 1962年（昭和37年）4月 - 【テレビ】STVから移行した日本教育テレビ（NET、現・テレビ朝日）の教育番組のネット放送を開始。
- 1965年（昭和40年）5月2日 - 【ラジオ】JRNの発足と同時に加盟。翌日NRNにも発足と同時に加盟。
- 1966年（昭和41年）3月18日 - 【テレビ】カラー放送開始。第1号は、3月20日にTBSからの同時ネット受けで放送された米国テレビ映画『FBI』だった。
- 1967年（昭和42年）
  - 6月10日 - この日発足の民間放送教育協会に加入。
  - 12月1日 - 【ラジオ】社屋増築が竣工し、ラジオ部門もHBC会館に移転した。
  - 12月21日 - 【テレビ】テレビ道内全局カラー化を完成。
- 1968年（昭和43年）
  - 7月11日 - 【テレビ】初のカラー自社制作番組「道博への招待」を放送[45]。
  - 9月2日
    - 【テレビ】札幌市円山陸上競技場で挙行された「北海道百年記念祝典」の模様を、カラーで生中継（NHK札幌総合テレビ、札幌テレビ放送も共にカラーで生放送）[46]。
    - 【テレビ】この日の18時50分からの夕方のローカル・ニュースにて、同時間帯のみローカル・ニュースのカラー放送を開始[46]。これに伴い、道内のカラーフィルムによる報道取材を開始。北海道内のテレビ局及びJNN加盟局に於いて、カラーによる報道取材開始は初（TBS・ABCは同月30日から[47][48]）。
- 1969年（昭和44年）4月1日 - 【テレビ】教育番組を除くNETテレビ（現・テレビ朝日）の番組が全てHTBへ移行。

### 1970年代
- 1970年（昭和45年） - 【テレビ】札幌オリンピック国際映像制作参加を正式決定。
- 1971年（昭和46年）11月1日 - 【ラジオ】親局（札幌送信所）を江別市篠津へ移転[49]、出力を50kWに増力[50]。
- 1972年（昭和47年）
  - 2月 - 【テレビ】札幌オリンピックにて日本の民放で初めてオリンピック国際映像制作に参加。スキー女子大回転・男女回転を担当。
  - 3月18日 - この日予定されていた『お荷物小荷物・カムイ編』（この当時JNN基幹局だった朝日放送制作）の第16話「シゴイてイジメてイビリます」が北海道ウタリ協会からの抗議でHBCのみ放送中止になり、放送界におけるアイヌ民族からの訴えとして全国的に話題になる。
- 1973年（昭和48年）
  - 4月1日 - 当時では珍しい完全週休二日制を本格的に実施[51]。
  - 12月1日 - 開局20周年と亀田市の編入合併による函館市の市域拡大を記念し市民歌「はこだて賛歌」を選定、函館市役所に寄贈する。
- 1975年（昭和50年）3月31日 - 【テレビ】JNNの近畿地方におけるネット局が朝日放送（ABC）から毎日放送（MBS）に変更。これにあわせ、ネット番組も大幅に変更された。
- 1979年（昭和54年）12月23日 - 【テレビ】札幌放送局で音声多重放送開始。

### 1980年代
- 1982年（昭和57年）
  - 4月13日 - 【ラジオ】プリエンファシス方式による放送開始。

### 1990年代
- 1992年（平成4年）8月1日 - 【ラジオ】札幌放送局でAMステレオ放送開始[3]。ステレオ放送による第一声は車の通る外の風景音だった。
- 1993年（平成5年）2月7日 - 【テレビ】HBC網走送信所のケーブルが故障、網走管内全域でほぼ終日テレビが視聴不能になった。ラジオは不明。他の民放およびNHK北見放送局は影響を受けず放送を続けた。
- 1996年（平成8年）4月22日 - 公式ウェブサイト開設
- 1999年（平成11年）4月19日 - 5月17日 - 地方局合理化を実施。テレビは道南（函館・室蘭）・道北（旭川・北見）・釧路・帯広の四ブロックに再編し、ラジオは全地方局のCM送出を本社からの直接送出とした。

### 2000年代
- 2000年（平成12年）4月4日 - 【テレビ】札幌本社で『JNNニュースバード』放送開始。当初は5:00からのサイマル放送で、2002年（平成14年）4月からフィラー枠に拡大。現在は道内全域で放送されている。
- 2001年（平成13年）
  - 札幌本社社屋外観の化粧直しが施された。
  - 1月31日 - 気象庁より放送局としては全国三番目の予報業務許可事業者認可を受け、独自の天気予報が可能になった。
  - 11月 - 開局50周年に伴い、略称・社名ロゴマークデザインが変更。
  - 12月1日 - 気象予報業務許可事業者認可を受け、「HBCウェザーセンター」が開設。
- 2003年（平成15年）
  - 4月 - 【テレビ】・【ラジオ】テレビではニュース・情報番組などで使用されるテロップシステムの更新が行われる。また、テレビとラジオで長年に亘って一部の時間に放送されていた各地域別の番組やCMを取りやめた。以降、各地域毎の差し替えは行わず、すべて札幌局の内容をそのまま放送する形となった。同時に室蘭放送局は函館放送局に、北見放送局は旭川放送局に、釧路放送局は帯広放送局に統合・廃止された。
- 2006年（平成18年）
  - 2月6日 - 【テレビ】地上デジタル放送対応のマスターに更新。メーカーも長年使用してきたNEC製から東芝製に変更された。
  - 4月1日 - 【ラジオ】2003年（平成15年）に取りやめた各地域別の番組やCMを再開するが、札幌の道央、函館・室蘭の道南、旭川・北見の道北、帯広・釧路の道東の4地域に分けられ、事前収録したものを札幌本社から裏送りする放送となり、現在に至っている。
  - 6月1日 - 【テレビ】札幌本社で地上デジタル放送開始。
- 2007年（平成19年）10月1日 - 【テレビ】旭川放送局・函館放送局・室蘭放送局・帯広放送局・北見放送局（網走）・釧路放送局で地上デジタル放送開始。アナログ放送と異なり、上記の各放送局にはコールサインが設定されずいずれも札幌放送局の中継局扱いとなったため、各地域別の差し替えは行われず全道で同一の内容となる[注 12]。
- 2008年（平成20年）4月1日 - 【テレビ】ワンセグ独自編成の試験運用を開始、第1号番組として4:00 - 4:45に特別番組「テレビでもない?ラジオでもない!これって何!? ワンセグ版!おぢさんツインカム」を放送[52]。

### 2010年代
- 2010年（平成22年）3月1日 - 【ラジオ】札幌放送局がAMステレオ放送を終了、モノラル放送に戻した。
- 2011年（平成23年）7月24日 - 【テレビ】地上デジタル放送への移行により、地上波アナログテレビ放送を終了。これに伴い、道内テレビ局（HBCネットワーク）のコールサイン「JOHO-TV」（函館）・「JOHE-TV」（旭川）・「JOQF-TV」（室蘭）・「JOQL-TV」（釧路）・「JOHW-TV」（帯広）・「JOQM-TV」（網走）は、総務省の取り決めにより中継局扱いとなったため返上された。なお、ラジオのHBCネットワークのコールサイン「JOHO」（函館）・「JOHE」（旭川）・「JOQF」（室蘭）・「JOQL」（釧路）・「JOHW」（帯広）・「JOQM」（網走）は、従来通り維持。
- 2012年（平成24年）
  - 3月17日 - 【ラジオ】開局60周年記念番組として「ミッドナイトカーナビラジオ午前一番!」「ラジオがある生活 あなたとつながるHBC」などを放送。
  - 4月14日 - 【テレビ】開局60周年記念番組となる連続ドラマ「スープカレー」を全国ネットで放送（全10話）。
- 2013年（平成25年）4月1日 - 【テレビ】重音テトがHBCテレビPRアシスタント就任。翌年3月31日まで就任した[53]。
- 2016年（平成28年）10月17日 - 【ラジオ】同日正午、STVラジオとともにFM補完放送（札幌局）開始[54][55]。ただし、放送エリアは札幌市を中心とする道央圏（石狩振興局管内とその周辺）のみとなる[56]。

### 2020年代
- 2020年（令和2年）
  - 3月31日 - HBC会館東隣のHBCパーキング跡地に新社屋竣工[57][58]。
  - 9月21日 - 【ラジオ】新社屋からの放送を開始[58]。
  - 10月12日 - 【テレビ】新社屋からの放送を開始[58]。
- 2021年（令和3年）11月 - 創立70周年。
- 2023年（令和5年）12月 - 台湾のケーブルテレビ局であるTVBSとの間で業務提携を締結[59]。
- 2025年（令和7年）5月 - NHK札幌放送局と北海道内の民放テレビ3局（札幌テレビ、北海道テレビ、北海道文化放送）との間で災害時における各局のヘリコプター取材映像を共有することで合意した[60][61]。

## テレビネットワークの変遷
- 1957年（昭和32年）4月1日 - テレビ本放送開始。日本テレビ・ラジオ東京とネットを組む。
- 1959年（昭和34年）
  - 4月1日 - 札幌テレビ放送（STV）開局に伴い、日本テレビ（読売テレビ含む）制作番組の大半が移行された。またフジテレビ・日本教育テレビともネットを組む（一般番組のみ）。
  - 8月1日 - ニュースネットワークJNNに加盟。
  - 12月31日 - この日をもって日本テレビ制作番組がSTVに完全移行。
- 1960年（昭和35年）3月1日 - 五社連盟に加盟しTBSテレビ系基幹局となるが、加盟前の編成は継続した。
- 1962年（昭和37年）4月1日 - STVからNETテレビ制作の教育番組が移行（引き換えに一部の一般番組がSTVに移行）。
- 1966年（昭和41年）4月1日 - フジテレビ（関西テレビ含む）制作番組が基本的にSTVに移行。なお、番販扱いの番組は北海道文化放送（UHB）開局後も放送された例があった（『阪急ドラマシリーズ』の一部作品など）。
- 1967年（昭和42年）6月 - 民間放送教育協会に加盟。
- 1969年（昭和44年）4月1日 - NET制作番組（民教協制作分を除く）が北海道テレビ放送（HTB）に移行し、TBSフルネット局に完全移行（HTBは1968年（昭和43年）11月3日に開局したが、全道でテレビ放送を開始したのは1969年（昭和44年）4月1日であったため、この間は視聴者保護の観点からHBCで引き続き放送していた）。ただし、毎日放送制作分は一部継続して放送されたものもあった。
- 1975年（昭和50年）3月31日 - HTBと関西発全国ネット番組を交換（五社連盟の近畿広域圏加盟局が朝日放送から毎日放送に変更されたことにより、いわゆる「腸捻転状態」が解消された）。

## テレビチャンネル

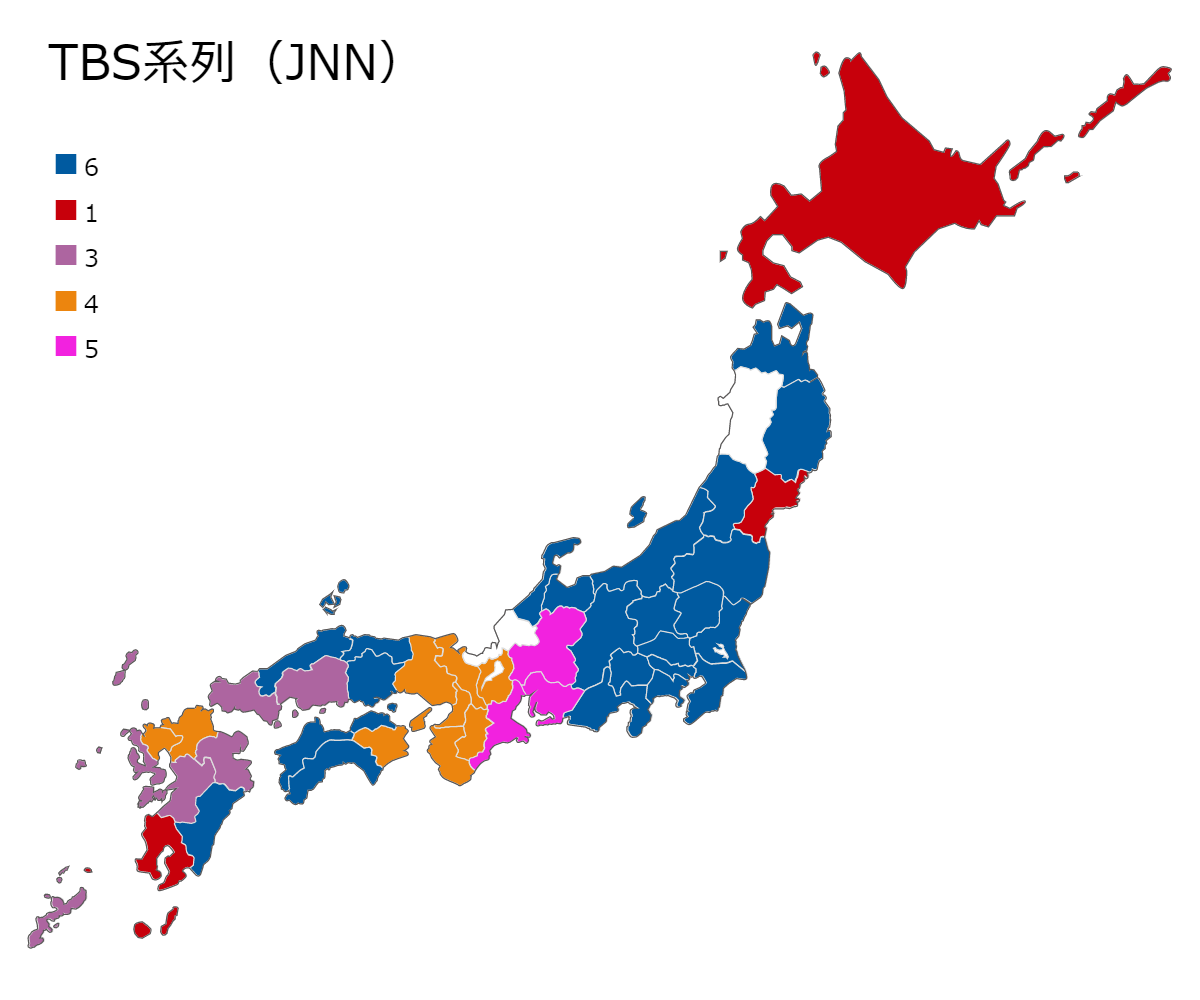
JNN系列のリモコンキーID地図

地上デジタル放送では、原則として親局は1社1局とされた（総務省が定めたコールサインの割り当て原則による）ため、札幌放送局を除く道内各放送局にはデジタル放送のコールサインが付与されず、札幌放送局管内の中継局扱いとなった。
2011年7月24日まで放送した地上アナログ放送では、札幌以外の各放送局にもコールサインが割り当てられ、各局ごとにローカル放送も行っていた。現在はラジオのみ、ローカル放送を行っている。本項目では、札幌以外の各放送局が使用していたアナログ放送のコールサインを親局のみ記載する。
基幹送信所施設は札幌送信所のみHBCは局単独で使用しているが、他の道内各基幹局の施設はすべて他の放送事業者と共同使用しており、中継局施設もすべて民放各局（一部はNHKも含む）と共同使用している。

### 地上デジタル放送のリモコンキーIDについて
地上デジタル放送のリモコンキーIDは、HBCはかつての札幌局（手稲山）のアナログ放送の親局のチャンネルで使用してきた「1」を使用している。TBS系列でリモコンキーIDの「1」はほかに、宮城県の東北放送と鹿児島県の南日本放送も同様の理由で「1」を使用されている。またHBC・TBC・MBC以外のTBS系列のリモコンキーIDは、RCC・tys・NBC・RKK・OBS・RBCが「3」、MBS・RKBが「4」、CBCが「5」、その他16局はTBS（キー局）・IBC・MROのかつてのアナログ放送チャンネルと同じ「6」が使用される。このため、原則として大半の地域で「1」を使用しているNHK総合テレビジョンの札幌・旭川・函館・室蘭・帯広・北見・釧路のリモコンキーIDは、かつてのNHK札幌のアナログ放送の親局と同じ「3」 になっている。

### 札幌放送局 (JOHR-DTV)
- 放送対象地域：石狩振興局全域・空知総合振興局（中部と南部）・後志総合振興局全域
- 札幌（送信所：手稲山）：19ch[62] 出力3kW（リモコンキーID：「1」）[63]

地上デジタル放送のUHF送信アンテナは2011年7月24日まで使用したVHFアナログ放送用送信アンテナより高い位置に設置し、オレンジのかかった色のものとなっている。
1956年に完成したアナログ放送用VHF送信アンテナはST型の物を使用していたが、落氷雪対策および地上デジタル放送の共同実験施設としての使用と地上デジタル放送開始に伴うUHFアンテナの取り付けに対応するため、1970年代以降に送信鉄塔を別の位置に新設して従来の鉄塔よりも高くした上で、送信鉄塔の四隅にVHF送信アンテナを取り付ける形式に変更された。2012年初頭には1956年のアナログテレビ放送開始当初から長年使用していた送信所局舎の老朽化に伴い、現局舎の隣に新しく建設されたデジタルテレビ送信所の局舎が完成した。
電波をできるだけ遠くへ送信するため、標高1024mの手稲山の山頂にテレビ送信所を設置することを決めたHBCであるが、当時、その建設工事は「無謀」とも「不可能」とも言われていた。その中で決行された手稲山テレビ送信所の建設は、現場までの道路を通す工事から着手し、その後建設工事は難航したものの大きな事故もなく完成した。これにより全国でも類を見ない、手稲山に初めて設置されたHBCのテレビ送信所の電波が、手稲山から遠く離れた場所にも届くことが実証されたのである。
送信所の設置場所については前述の理由で手稲山を主張していたHBCと、手稲山の開拓は困難だとしてさっぽろテレビ塔を主張していたNHK札幌放送局の間で主張や意見が対立していた。NHK札幌放送局とSTVは当初さっぽろテレビ塔に送信所を設置していたが、HBCが手稲山に送信所を設けたことで離れた場所でも電波が届くことが実証されたことから、HBCの主張が正しかったことを認める形で後に両局とも手稲山に送信所を移設している（NHK札幌放送局のEテレは当初から手稲山）。
中継局
- 札幌宮の森：34ch 0.3W
- 札幌円山：34ch 0.1W
- 札幌山元：34ch 0.05W
- 札幌定山渓：41ch 0.3W
- 札幌藻岩下：34ch 0.3W
- 札幌簾舞：42ch 0.3W
- 札幌藻南：34ch 0.3W
- 札幌西野：34ch 0.3W
- 札幌宮の沢：34ch 0.3W（垂直偏波）

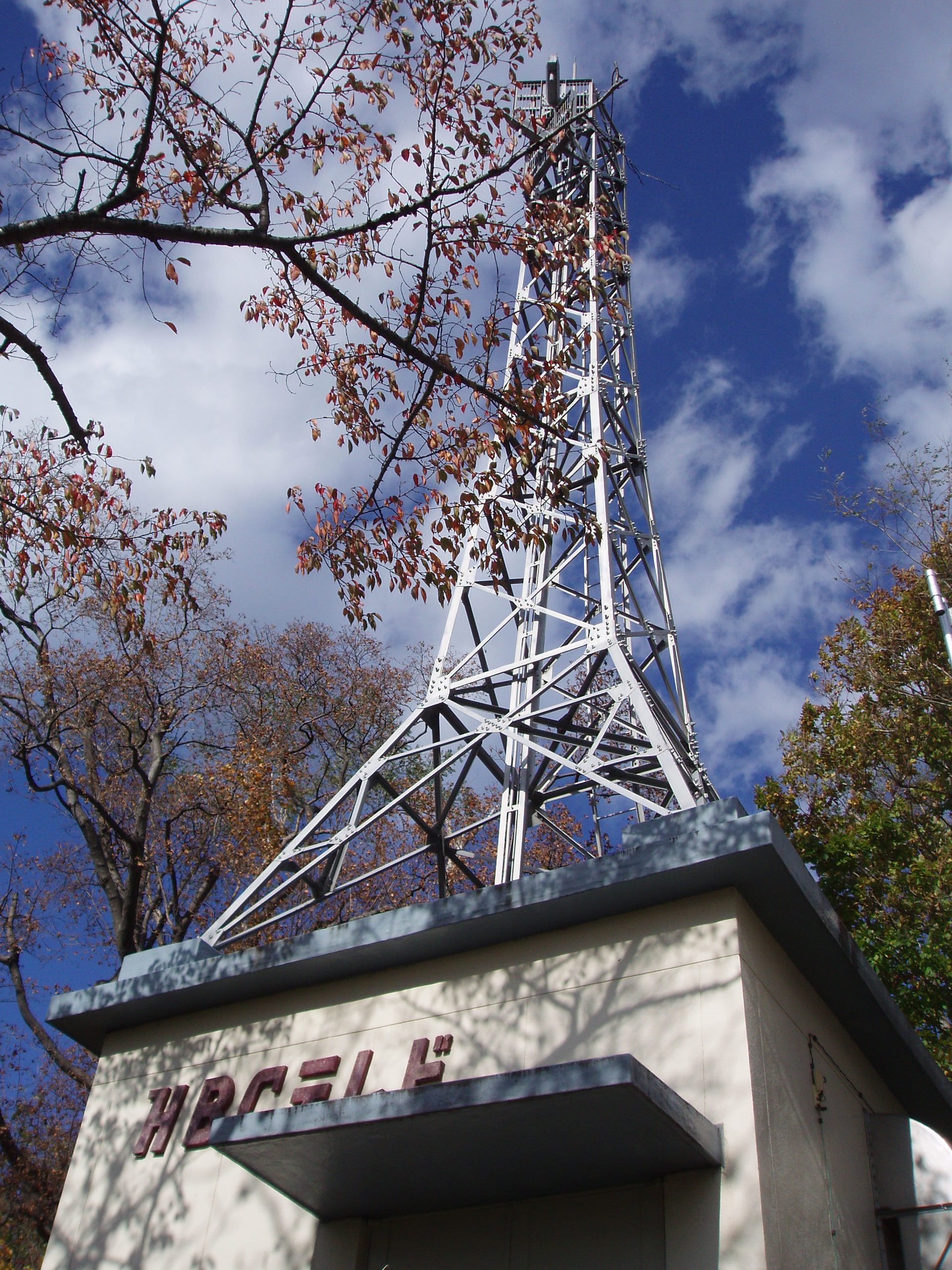
小樽中継局
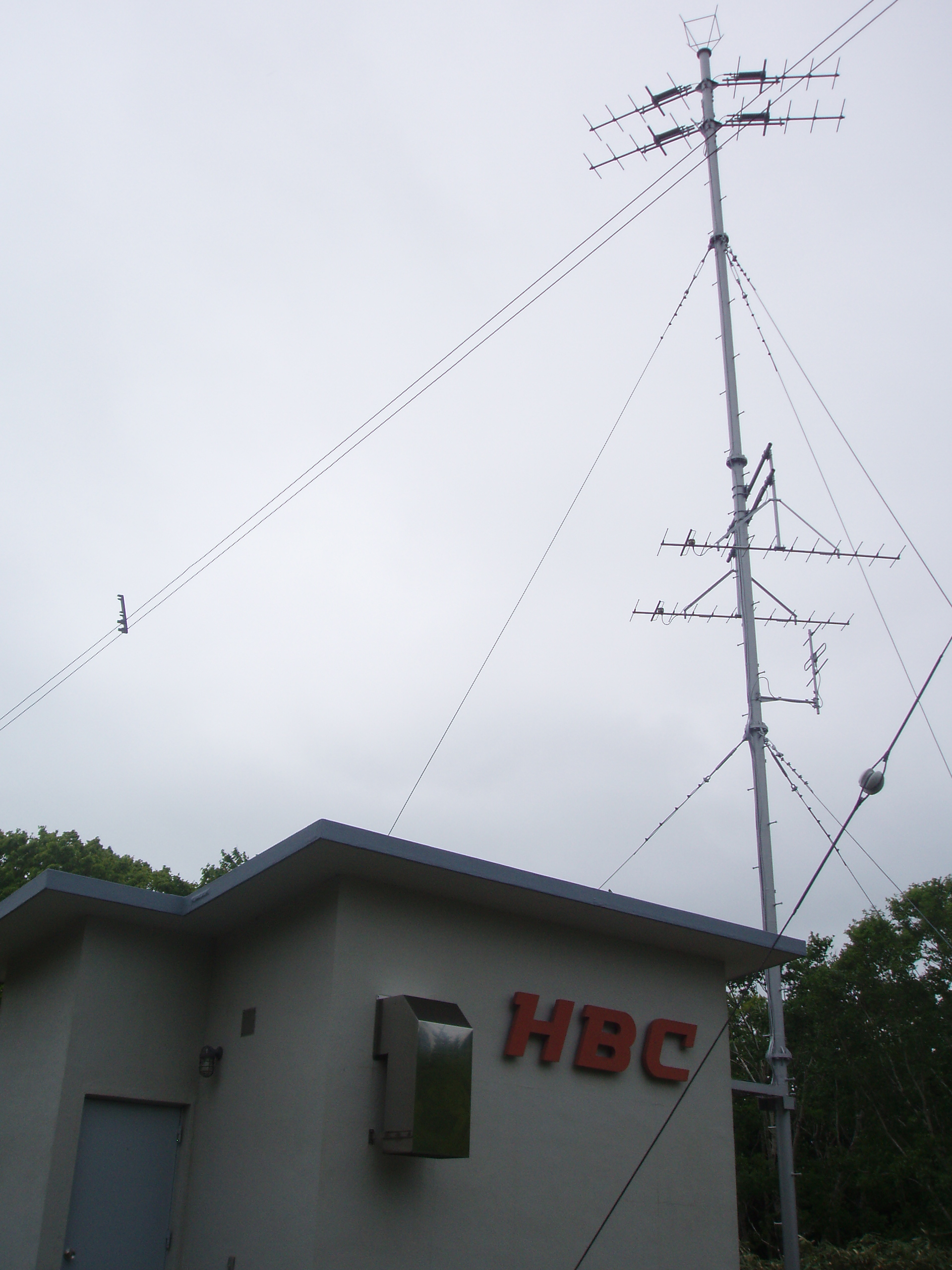
黒松内中継局

- 夕張清水沢：32ch 1W
- 夕張真谷地：36ch 0.01W
- 夕張新千代田：28ch 0.05W
- 歌志内：44ch 10W
- 芦別：19ch 3W（垂直偏波）
- 西芦別：34ch 0.3W
- 北芦別：24ch 3W
- 赤平：29ch 0.3W
- 上砂川：29ch 0.3W
- 由仁：37ch 0.05W
- 三笠幌内：33ch 0.01W
- 美唄我路：33ch 0.01W
- 小樽：32ch 50W
- 小樽桂岡：44ch 0.01W
- 小樽見晴：44ch 0.01W
- 古平：44ch 0.01W
- 余市：18ch 1W
- 仁木銀山都：34ch 1W
- 岩内：19ch 10W
- 寿都：34ch 1W
- 共和国富：41ch 0.1W
- ニセコ：19ch 5W
- 喜茂別：44ch 0.1W
- 南喜茂別：20ch 0.3W
- 南羊蹄：28ch 1W
- 黒松内：19ch 3W
- 赤井川：42ch 0.1W

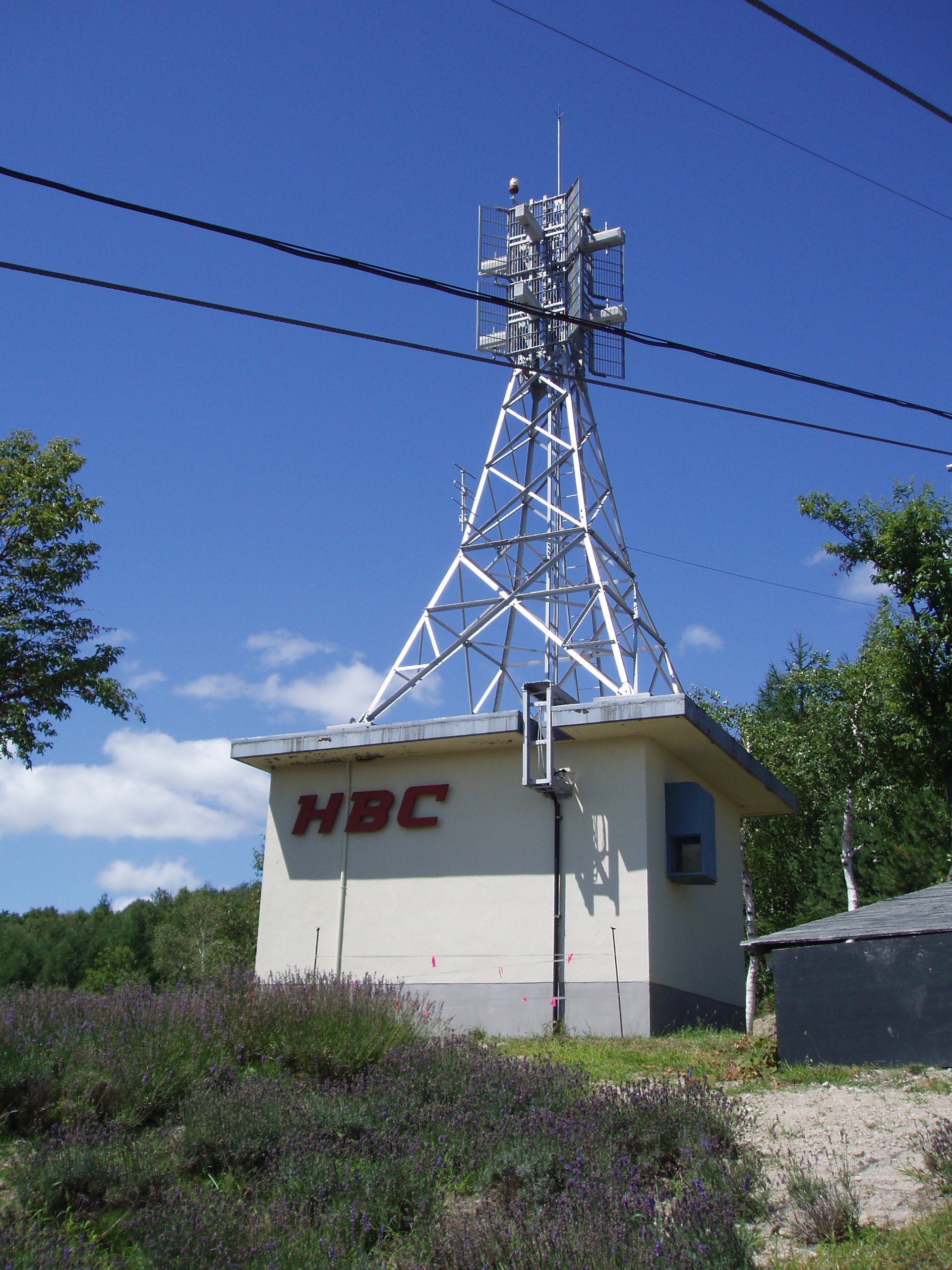
小樽中継局
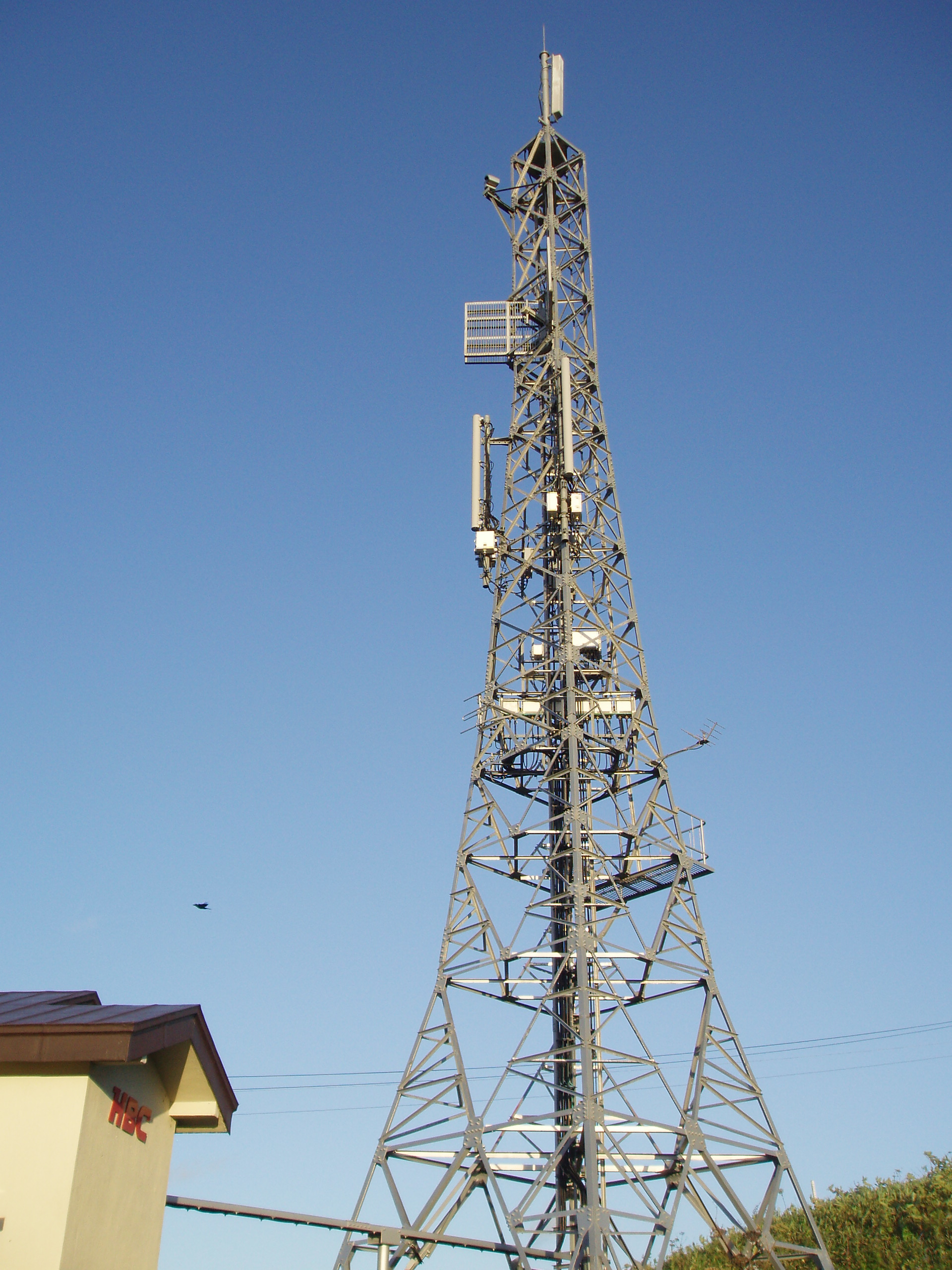
黒松内中継局
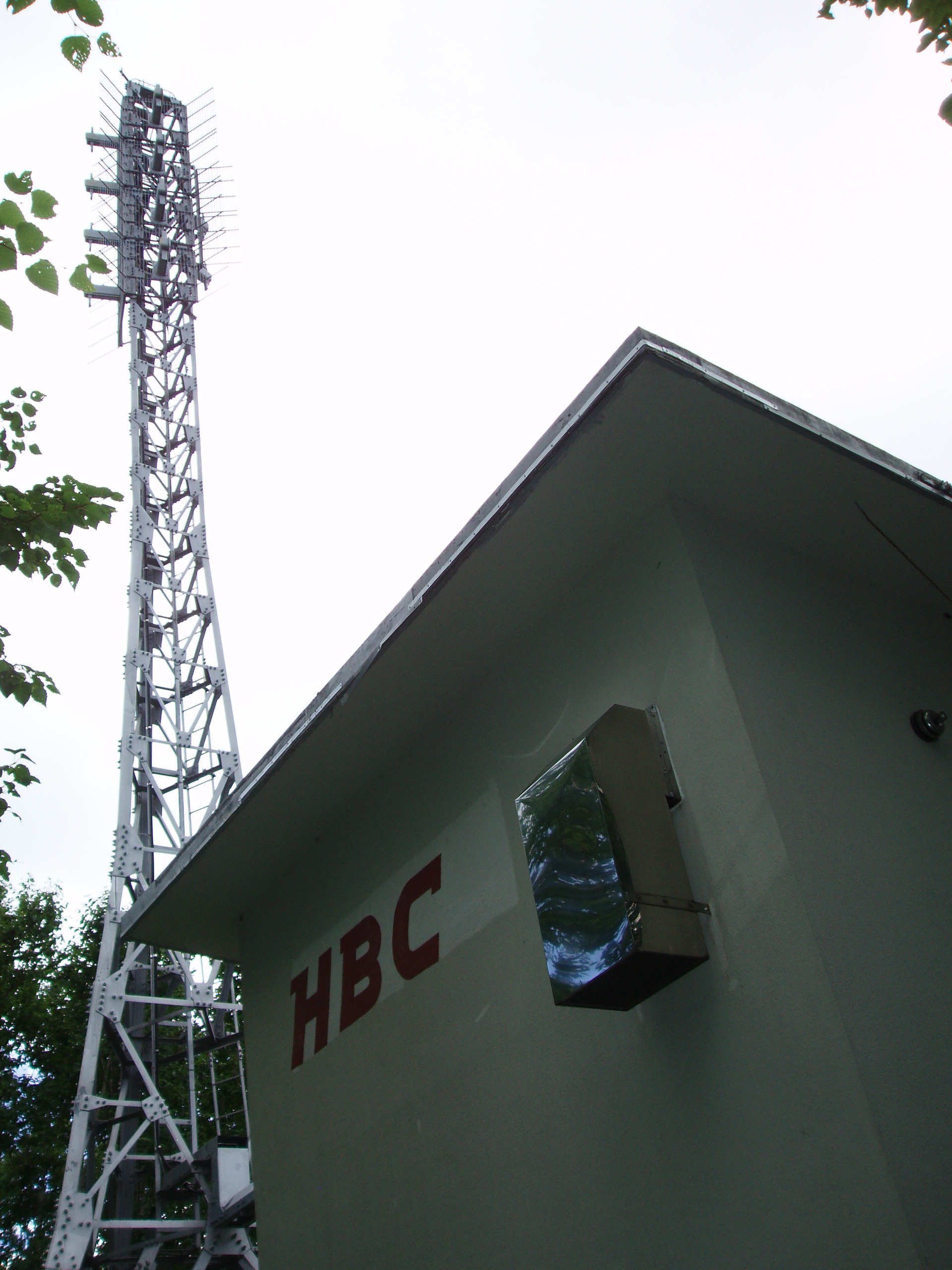
枝幸中継局

### 旭川放送局

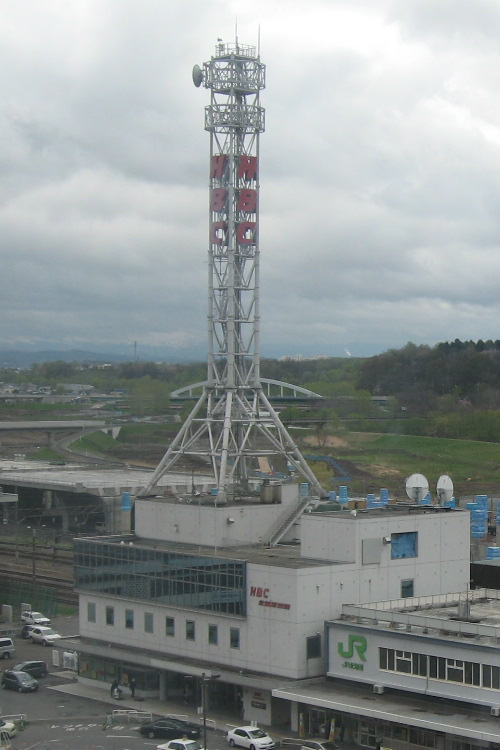
移転前のHBC旭川放送局

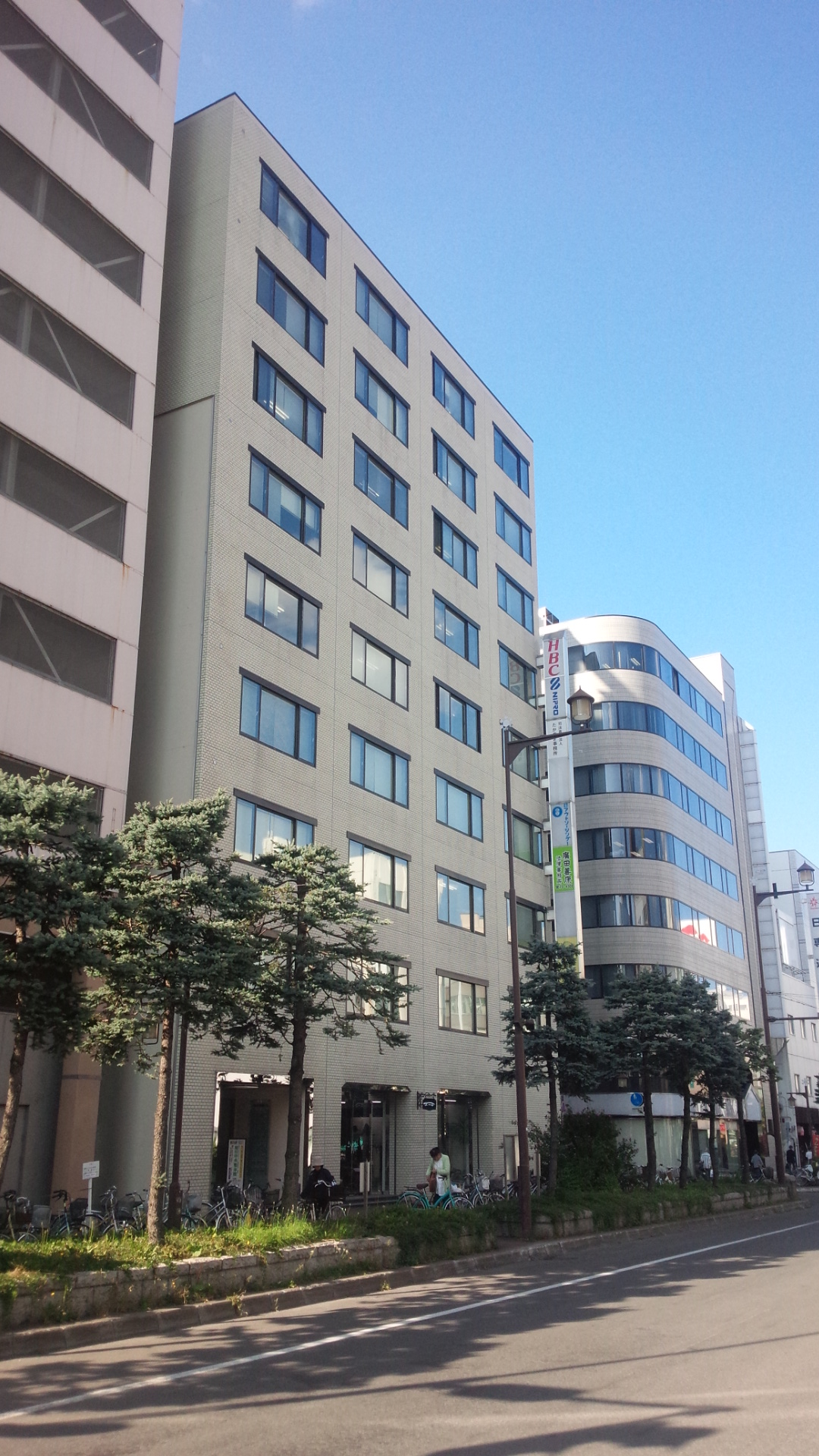
移転後のHBC旭川放送局

- 放送対象地域：空知総合振興局（北部）・上川総合振興局全域・留萌振興局全域・宗谷総合振興局全域
- 旭川（送信所：旭川市東旭川町倉沼45-1・旭山）：19ch 1 kW[62]

デジタル送信所はTVhを除く民放各局とNHK旭川放送局が共同で旭山（NHK-FM送信所隣）に新設した。送信鉄塔はNHKと民放各局が共同使用するが、局舎は民放各局のみ使用する。
旭川放送局は当初旭川駅前にあった「アサヒビル」に入居していたが、1991年9月に北海道旅客鉄道（JR北海道）旭川駅と一体化した局舎を新築し移転。しかし旭川駅の高架化に伴い2010年10月に現在地へ再移転した。
移転前の旭川放送局1階にはテレビ・ラジオそれぞれにスタジオがあった（ラジオスタジオは業務フロアにも1つあり）が、HBCではほとんど使わなくなったため、全面ガラス窓でサテライトスタジオとして使用可能であったラジオスタジオは、当時旭川駅舎内に本社があったコミュニティ放送局「FMりべーる」に貸し出されていた。しかし2006年にHBCがスタジオの明け渡しを要請したため、FMりべーるは2006年5月に買物公園に面する「ヨシタケパークビル」へ移転。FMりべーるが使用していたスタジオは、現在地への移転まで地上デジタル放送のPR拠点として活用していた。また、かつてはアナログハイビジョンの受信公開やCS放送各局のモニターが映し出されていた施設としてHBCメディアプラザ「AC’S」（エーシーズ）もJR旭川駅1号館2階にあり、一般客も入場できたが、数年後に閉鎖された。
アナログ放送には、「JOHE-TV」のコールサインが付与されていた。
中継局
- 旭川台場：52ch 1W
- 深川：45ch 10W
- 幌加内：45ch 0.3W
- 中富良野：16ch 10W
- 富良野麓郷：16ch 1W
- 富良野東山：29ch 1W
- 空知金山：29ch 1W
- 上富良野：29ch 0.3W
- 南富良野幾寅：29ch 1W
- 占冠：22ch 1W
- 上川：29ch 5W
- 上士別：19ch 3W
- 士別温根別：45ch 0.3W
- 和寒：16ch 3W
- 和寒西和：48ch 0.01W
- 名寄：29ch 200W
- 留萌：48ch 10W
- 小平：19ch 1W
- 小平本町：20ch 0.01W（垂直偏波）
- 小平港：16ch 0.01W
- 羽幌：16ch 10W
- 苫前：16ch 0.1W
- 幌延：27ch 0.1W
- 稚内：16ch 20W
- 西稚内：16ch 0.3W
- 北稚内：16ch 0.1W
- 稚内上勇知：28ch 0.01W
- 抜海：45ch 0.01W
- 中頓別：41ch 100W
- 枝幸：16ch 5W
- 利尻仙法志：16ch 1W
- 礼文：52ch 3W[注 18]
- 礼文船泊：28ch 0.3W

- 中富良野中継局
- 稚内中継局
- 枝幸中継局

### 函館放送局

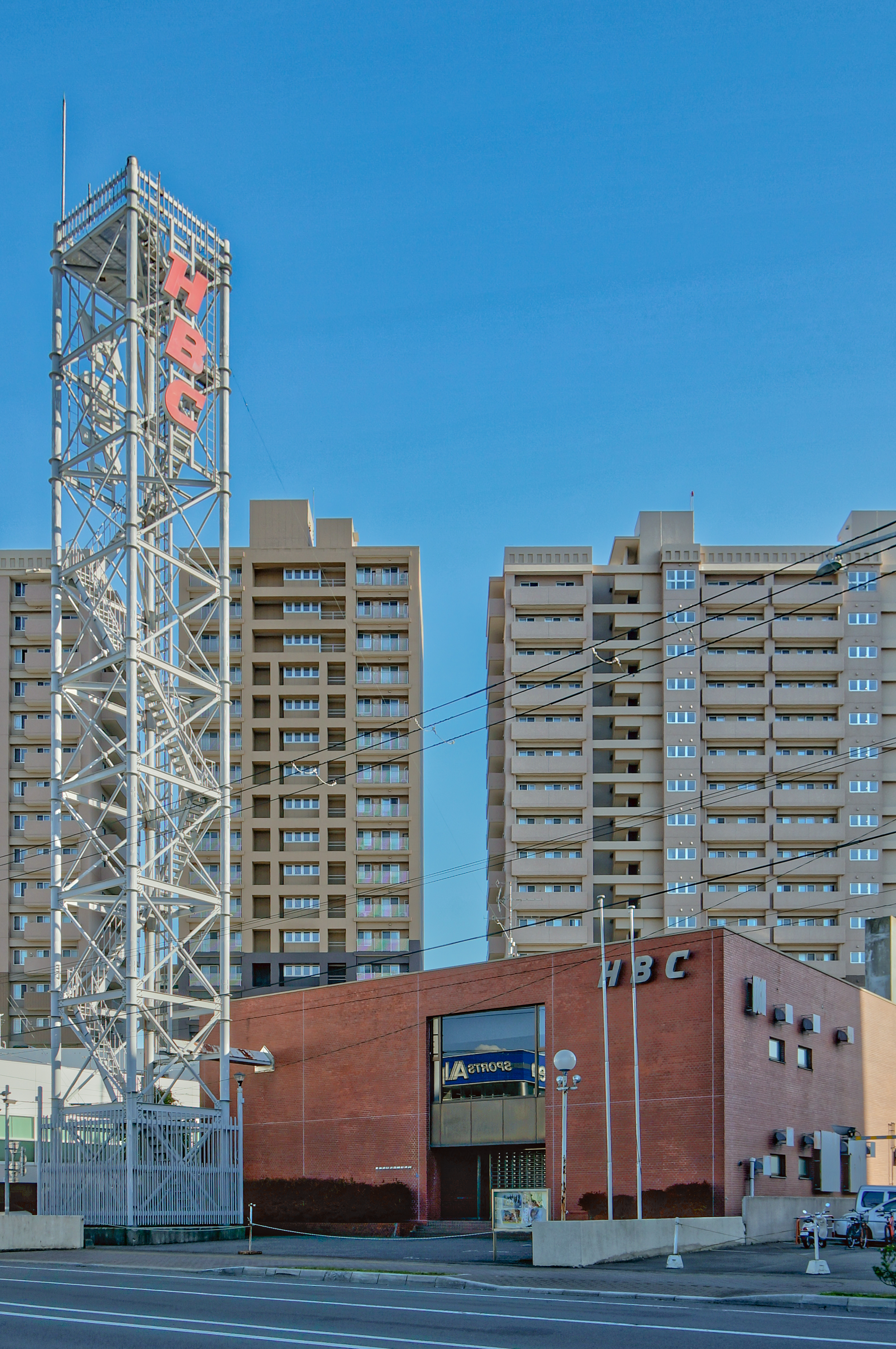
HBC函館放送局

- 放送対象地域：渡島総合振興局（南部）・檜山振興局全域
- 函館（送信所：函館山）：17ch 1 kW[62]

送信所施設はTVhと共同使用。
函館送信所から発射される電波は、津軽海峡を超えて青森県の一部地域でも直接受信または共同受信設備（CATV）を通じて視聴可能。
音声多重放送は、地上デジタル放送を開始した2007年10月1日（実際には2007年8月30日13時の試験放送）より実施された。
2007年10月1日から放送開始した地上デジタル放送はTVhのUHF送信アンテナをそのまま使用しているため、指向性がかけられている。これにより、青森県では函館市から距離が離れていない大間町周辺などの一部地域を除き、受信が困難な場合がある。
アナログ放送には、「JOHO-TV」のコールサインが付与されていた。
函館蛾眉野中継局は、2013年1月より蛾眉野地区テレビ受信組合によるギャップフィラーでの送信を開始したことにより廃止された。
中継局
- 七飯大沼：44ch 3W
- 福島：44ch 1W
- 福島白符：17ch 1W
- 江差：29ch 10W
- 江差新栄：39ch 0.1W
- 江差円山：39ch 0.05W
- 江差鰔川：39ch 0.01W
- 松前：17ch 1W
- 知内小谷石：33ch 0.01W
- 厚沢部：34ch 1W
- 北桧山（せたな町北桧山区）：44ch 10W
- 奥尻大成 （せたな町大成区）：17ch 10W

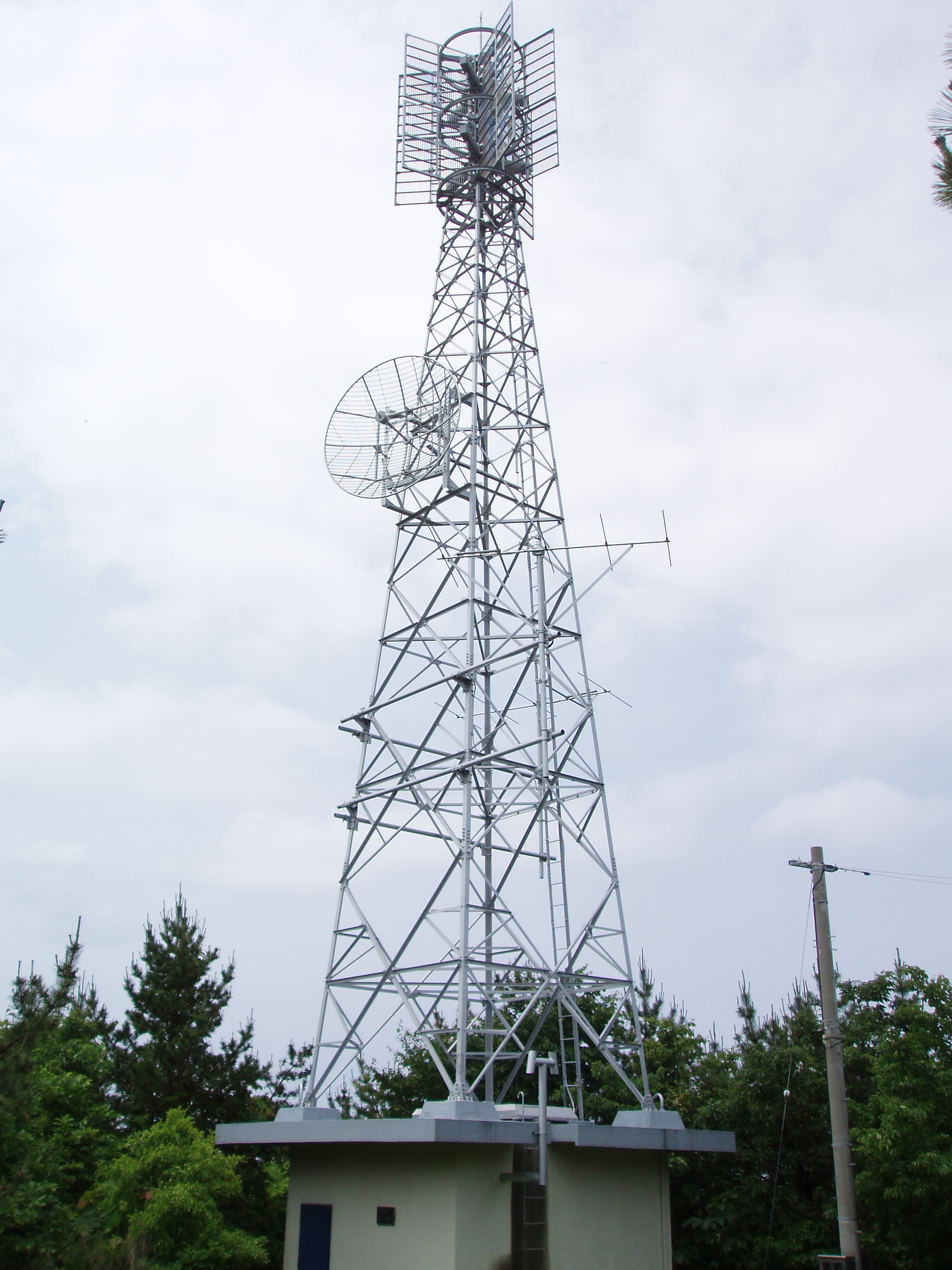
江差中継局

### 室蘭放送局
- 放送対象地域：渡島総合振興局（北部）・胆振総合振興局全域・日高振興局全域
- 室蘭（送信所：測量山）：22ch 1 kW[62]

地上デジタル放送はTVhを除く民放各局が共同でデジタル送信所を新設し、2007年10月1日より放送開始した。
2003年3月までは放送センターが置かれていた。
アナログ放送には、「JOQF-TV」のコールサインが付与されていた。
中継局
- 室蘭陣屋：19ch 0.01W（垂直偏波）
- 室蘭輪西：34ch 1W
- 室蘭母恋：15ch 0.3W
- 室蘭知利別：15ch 0.3W
- 登別：15ch 1W
- 登別東：48ch 0.01W
- 登別幌別：15ch 0.3W（垂直偏波）
- 鷲別：34ch 0.1W（垂直偏波）
- 苫小牧：41ch 10W
- 苫小牧宮の森：62ch 0.01W
- 洞爺：47ch 1W
- 北洞爺：34ch 0.05W
- 壮瞥：47ch 0.3W
- 壮瞥滝之町：19ch 0.01W
- 豊浦：19ch 1W
- 浦河：15ch 50W[注 20]
- 浦河柏：47ch 0.01W
- 様似：27ch 1W
- 西様似：47ch 0.3W
- 静内：41ch 10W
- 平取：44ch 1W
- 平取振内：34ch 3W
- 日高：45ch 0.3W
- 日高銀嶺：22ch 0.1W
- えりも：35ch 1W
- えりも庶野：22ch 0.3W
- えりも沢町：22ch 0.01W
- 三石本町：38ch 0.3W[注 21]

### 帯広放送局
- 放送対象地域：十勝総合振興局全域
- 帯広（送信所：河東郡音更町十勝川温泉（十勝ヶ丘））：19ch 1 kW（2007年10月1日より放送開始）[62]

デジタル送信所はUHB、AIR-G'、NORTH WAVEと共同使用。
開局当初は現在の送信所の近くに設置した超巨大パラボラアンテナで札幌局からの電波を受信して帯広地区に向けて再送信したり、釧路放送局などへの中継拠点として利用していた時期があった。これは日本電信電話公社（電電公社、現・NTT→NTT東日本）の中継回線使用料が割高だったためで、その節約のための苦肉の策であった。
アナログ放送には、「JOHW-TV」のコールサインが付与されていた。

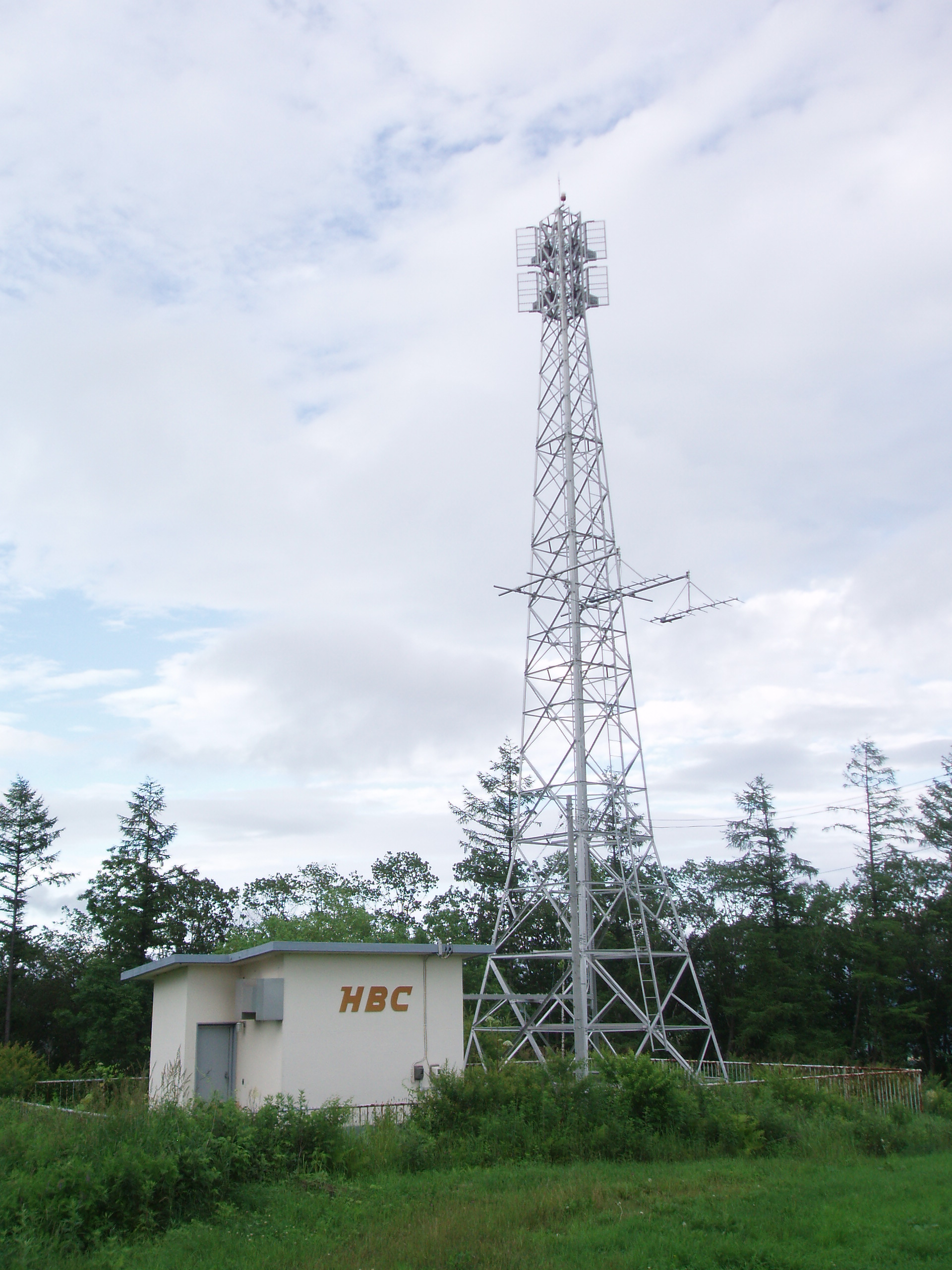
足寄中継局
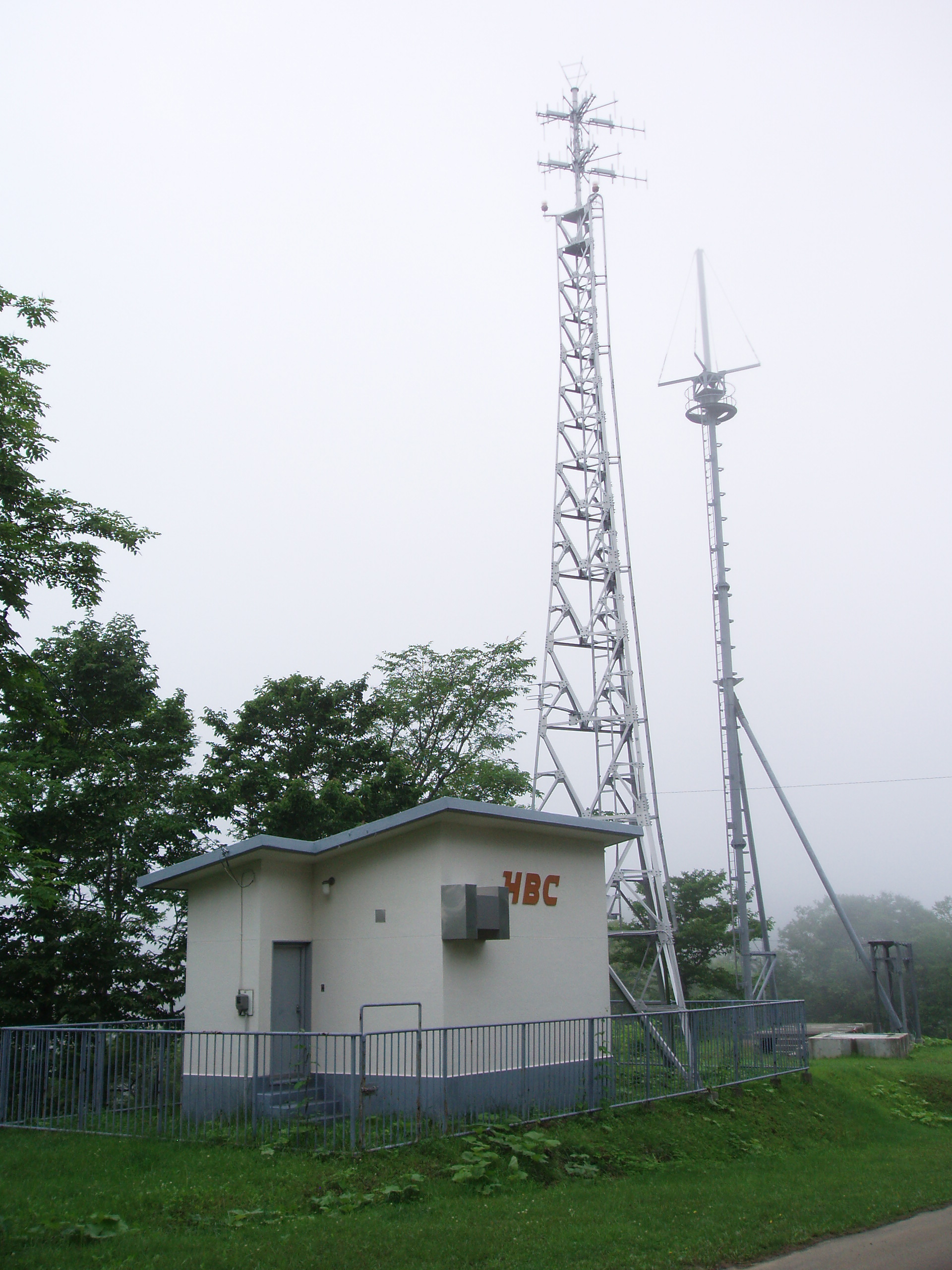
広尾中継局

中継局
- 新得：40ch 0.3W
- 足寄：20ch 3W
- 陸別：19ch 3W
- 本別：40ch 1W
- 本別本別沢：43ch 0.01W
- 広尾：20ch 10W
- 広尾丸山：42ch 1W
- 忠類：42ch 1W
- 豊頃茂岩：42ch 0.01W
- 浦幌厚内：46ch 0.01W

- 足寄中継局
- 広尾中継局

### 北見放送局
- 放送対象地域：オホーツク総合振興局全域
- 網走（送信所：天都山）：22ch 1 kW[62]（2007年10月1日より放送開始）

送信所施設はUHB、AIR-G'と共同使用。
2003年3月までは放送センターが置かれていた。
アナログ放送には、「JOQM-TV」のコールサインが付与されていた。

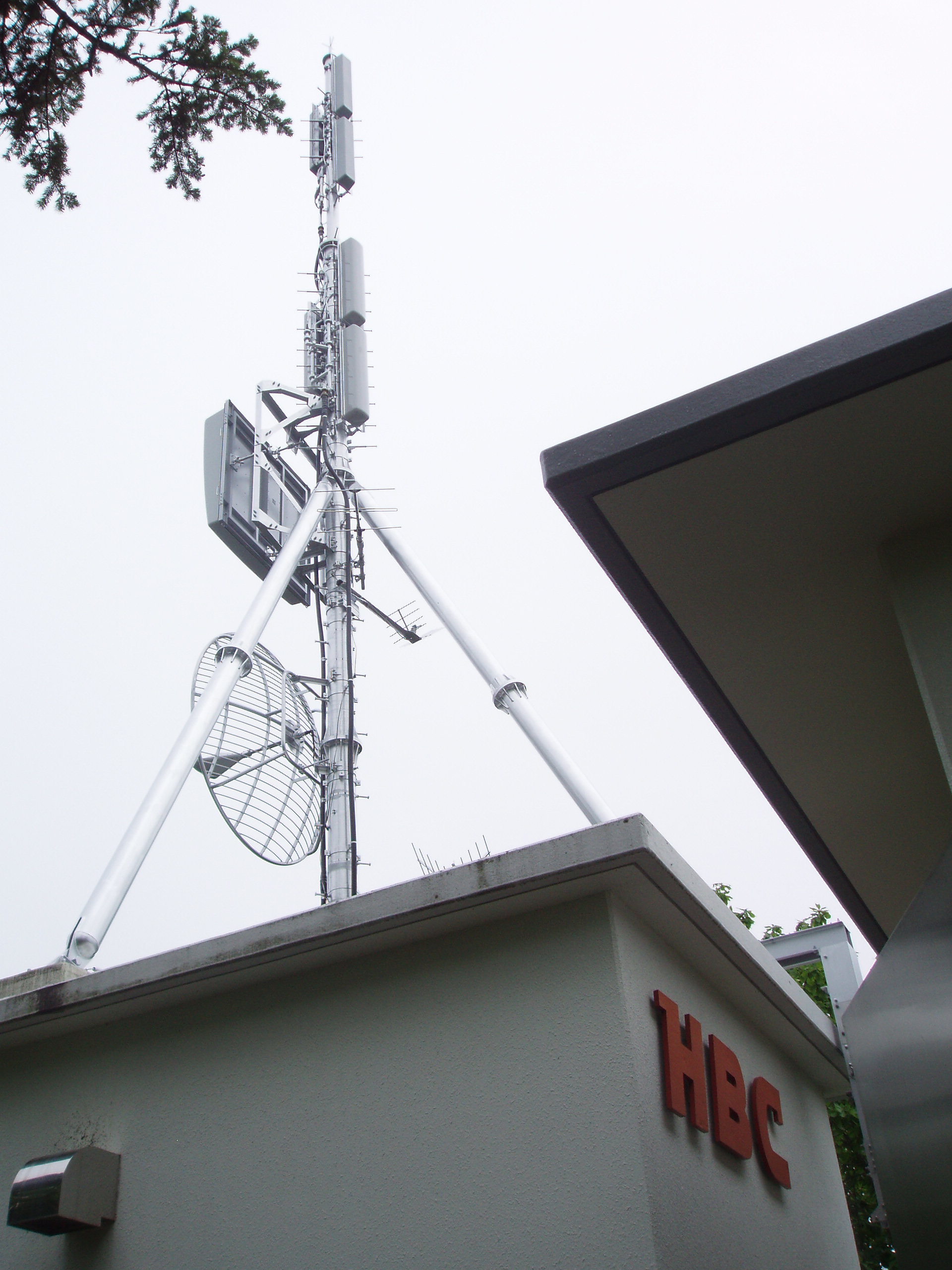
北見中継局
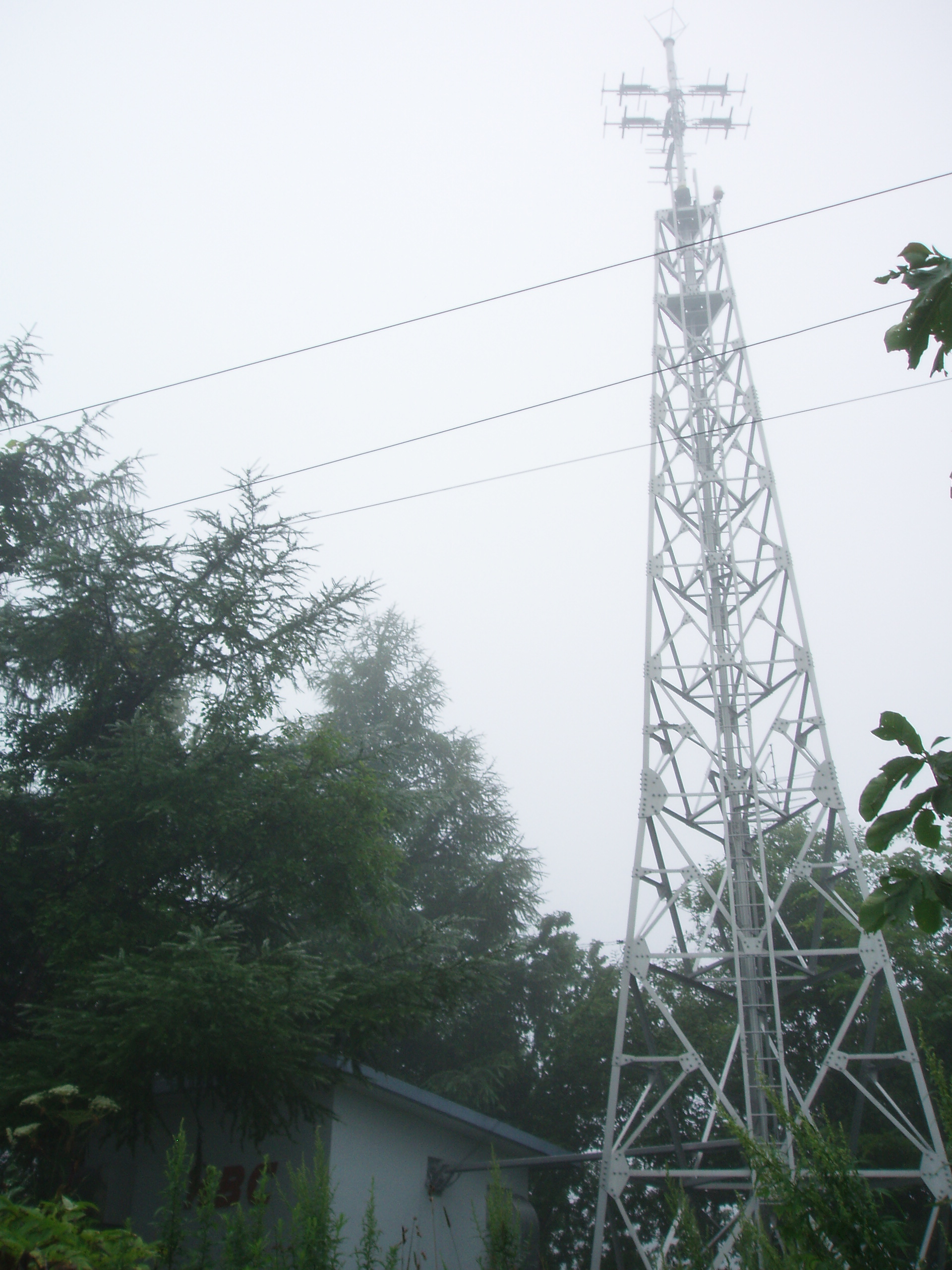
遠軽中継局

中継局
- 網走新町：44ch 0.01W
- 北見：32ch 50W[注 22]
- 留辺蘂：19ch 1W
- 北見若葉：19ch 0.01W
- 北見仁頃：40ch 1W
- 常呂：42ch 0.01W（垂直偏波）
- 置戸：47ch 0.3W
- 訓子府：19ch 0.1W
- 津別：32ch 0.3W
- 遠軽：32ch 10W
- 遠軽丸瀬布：47ch 3W
- 佐呂間：19ch 1W
- 佐呂間知来：19ch 1W
- 佐呂間若佐：22ch 0.3W
- 紋別：32ch 10W
- 滝上：22ch 5W
- 興部：27ch 0.3W

- 北見中継局
- 遠軽中継局

### 釧路放送局

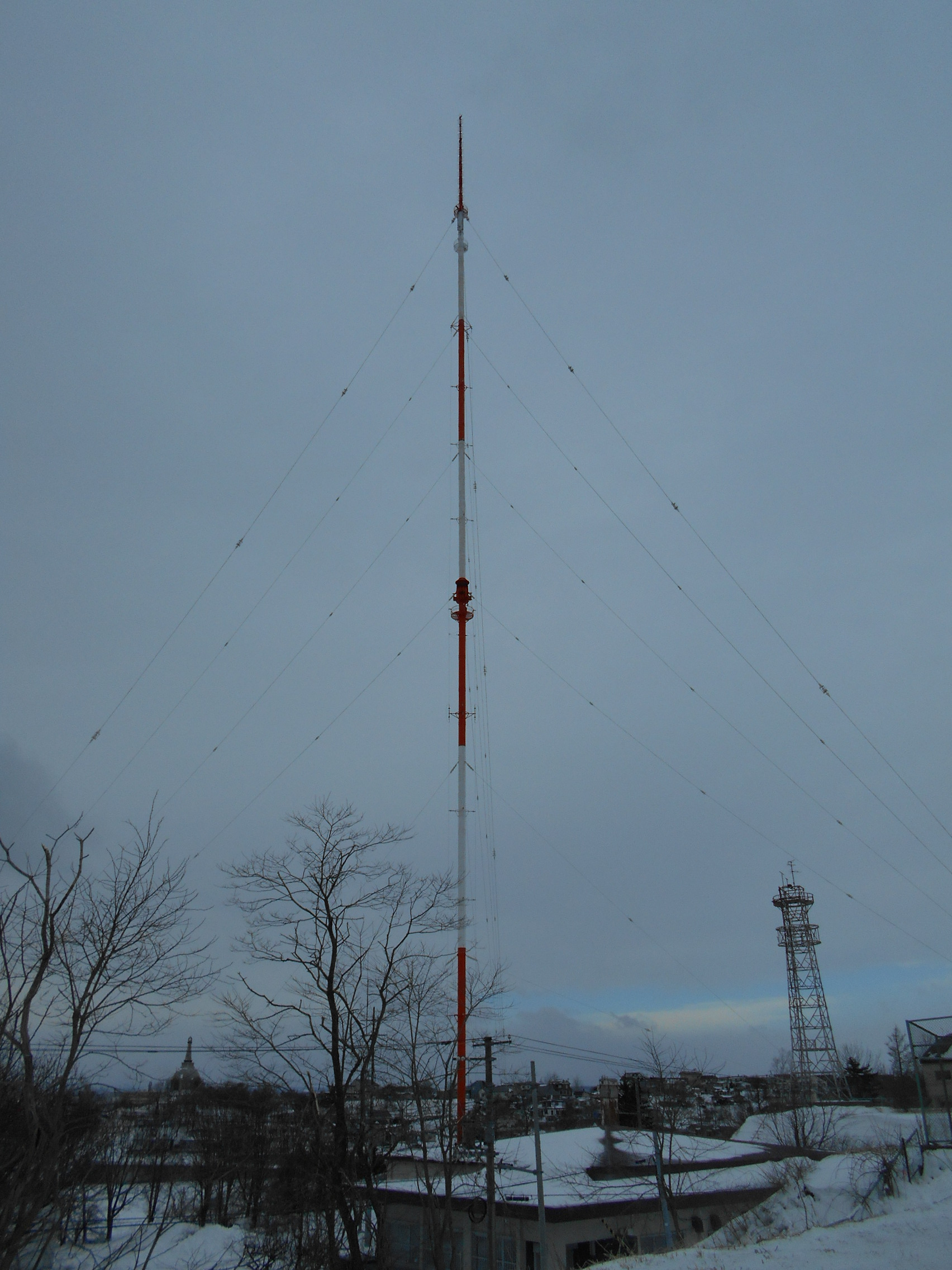
北海道放送釧路放送局

- 放送対象地域：釧路総合振興局全域・根室振興局全域
- 釧路（送信所：釧路市春採8丁目）：45ch 1 kW[62]（2007年10月1日より放送開始）

地上デジタル放送の送信所は、TVhを除く民放各局とNHK釧路放送局が共同で釧路市春採8丁目（旧UHBアナログ送信所）に新設。鉄塔・UHF送信アンテナは2011年8月に開局したTVhを含め共同使用しているが、局舎は単独で新設したTVhを除く各局が共同使用している。
建設の模様は2006年10月15日放送の『HBC広場〜あなたがご意見番〜』でも紹介された。
2003年3月までは放送センターが置かれていた（現在はラジオ送信所機能のみ存続）。
アナログ放送には、「JOQL-TV」のコールサインが付与されていた。
中継局
- 阿寒：19ch 1W
- 阿寒湖畔：44ch 0.3W
- 布伏内：18ch 0.01W
- 白糠：44ch 0.1W
- 弟子屈：19ch 1W
- 弟子屈川湯：46ch 0.3W
- 霧多布：20ch 1W
- 根室：44ch 50W
- 根室花咲：20ch 0.1W
- 中標津：28ch 200W
- 中標津西町：45ch 0.019W
- 標茶ルルラン：22ch 0.3W
- 羅臼：45ch 1W
- 羅臼緑町：42ch 0.01W

## 音声多重放送
アナログテレビによる音声多重放送は札幌放送局（胆振管内の苫小牧市および勇払郡も含む）のみで実施していた。北海道は放送区域が広大で多くの中継施設を要し、かつ冬季の除雪費用が余分にかかったこと、道内各放送局・中継局を結ぶ中継回線（全道ライン）にNTTのマイクロ波を使用していた頃の使用料が高額だったことに起因している。
地上デジタル放送の開始により、全道ラインはHOTnet（北海道総合通信網）に移管された。これにより、全国で唯一アナログでの音声多重放送が行われなかった函館・旭川・帯広・釧路・北見・室蘭の各放送局管内でも、HBCを含む道内民放テレビ各局の音声多重放送を楽しめるようになった。2か国語放送・ステレオ2音声放送・5.1chサラウンド放送を行わない限り、モノラル収録であっても常時ステレオ放送の状態となっている。
地上デジタル放送開始後はプロ野球中継を中心に音声多重放送で製作・放送されるようになった。

## 現在放送中の番組
現在の番組の詳細は、公式サイトあるいは テレビ週間番組表 を参照。

### テレビ

#### 自社制作番組（全道放送）
- 今日ドキッ!（月曜 - 金曜 16:50 - 19:00、一部時間帯はTBSから「Nスタ」を同時ネット）
  - 今日ドキッ!プラス（日曜 13:30 - 14:00）
- グッチーな!（木曜 9:55 - 10:50）
- 夜のブラキタ（金曜 0:56 - 1:26（木曜深夜））
- ZEKKEI!サイクリング北海道（金曜 1:26 - 1:32（木曜深夜））
- テレビ同級生（金曜 22:54 - 23:00）
- Bravo!ファイターズ（土曜 0:49 - 1:23（金曜深夜））[65]
- SONG@北!（土曜 3:43 - 3:49）
- 快適!ドキドキライフ土曜 9:27 - 9:30）
- あぐり王国北海道NEXT（土曜 17:00 - 17:30）
- Sitakke TV（土曜 18:55 - 19:00）
- キタに恋した!（日曜 0:58 - 1:28（土曜深夜））
- 北のビジネス最前線（毎月第1・第2・第3日曜 6:30 - 6:45）
- マイタウンあさひかわ（毎月第4日曜 6:30 - 6:45）旭川放送局・北海道録画センターの共同制作
- ジンギス談!（日曜 13:00 - 13:30、再放送 : 月曜 23:56 - 翌0:26）
- サッポロスマイル（毎月第2・第4日曜 16:54 - 17:00）
- 北海道ドローン紀行（月曜 2:28 - 2:32（日曜深夜））
- ブラキタ 〜Brunch Hokkaido〜（毎月第4土曜 11:59 - 13:00）
- おいしい給食 season2（tvk・TOKYO MX他と共同製作参加、金曜 1:59 - 2:29（木曜深夜））
- ドキュメンタリー傑作選（月曜 1:28 - 1:58（日曜深夜）、枠内で隔週「JNNルポルタージュ」を放送）
- 知らなくて委員会（不定期4週連続 23:56 - 翌0:26）
- Bravo!ファイターズ（北海道日本ハムファイターズ戦中継） - 日本シリーズの全国ネット中継はTBSテレビ主導制作（技術面・リアルタイム字幕放送・連動データ放送付加・番組送出も全て担当し、北海道放送は制作協力扱いとなる）で放送する。
- ガッチャンコHBC（番宣番組。主に土曜・日曜に放送）
- ぷれい・がいど（毎日フィラー直前（放送終了前）2分枠で放送）
- 吉田類 北海道ぶらり街めぐり（主に週末午後で不定期放送）
- HBC広場〜あなたがご意見番〜（自己批評番組、不定期）※字幕放送
- 全国ボロいい宿（2月、TBS系列12局ネット）
- おさんぽ北海道〜この旅はお世話になります〜（不定期）

#### TBS系列局制作・時差ネット番組
2023年10月現在。◎印は毎日放送制作、△印はCBCテレビ制作
- △キユーピー3分クッキング（月曜 - 金曜 11:20 - 11:30、土曜 11:35 - 11:45）
- △ゴゴスマ -GO GO!Smile!-（月曜 - 金曜 13:55 - 15:49[注 24]）
- 有吉ジャポンII ジロジロ有吉（月曜 0:58 - 1:28（日曜深夜））
- プラチナエンド（TBS・BS11共同制作、月曜 1:58 - 2:28（日曜深夜））
- △歩道・車道バラエティ 道との遭遇（火曜 1:26 - 1:56（月曜深夜））
- NEWSの全力!!メイキング（水曜 1:31 - 2:02（火曜深夜））
- サンドのぼんやり〜ぬTV（東北放送制作、水曜 2:02 - 2:32（火曜深夜））
- ◎かまいたちの知らんけど（木曜 0:56 - 1:56（水曜深夜））
- 『発表!ウチの県の大事ケン』〜1時間まるごと○○県TV〜（金曜 0:26 - 0:56（木曜深夜））
- ◎よしもと新喜劇（金曜 1:26 - 2:26（木曜深夜））
- 私が女優になる日3（土曜 2:28 - 2:58（金曜深夜））
- ◎皇室アルバム（土曜 5:15 - 5:30）
- バース・デイ（日曜 0:28 - 0:58（土曜深夜））
- ◎YUBIWAZA（日曜 1:28 - 1:58（土曜深夜））
- JNNルポルタージュ（隔週月曜 1:28 - 1:58、『ドキュメンタリー傑作選』枠内で放送）
- この他、ゴールデンタイムのローカルセールス枠で同時ネットしている『東大王』『世界くらべてみたら』『ワールド極限ミステリー』は、当該時間帯で自社制作特番（『Bravo!ファイターズ』等）が編成される場合は土日の午後に時差ネットとなる。

#### その他
- ゴルフ天狗 ちっぷいんBogey伝説（オフィスセブン製作、木曜 1:56 - 2:26）
- ザ・カセットテープ・ミュージック（BS12 トゥエルビ製作、不定期放送）
- マンゲキ発信!BUZZってミキ!（GAORA製作、不定期放送）
- キンシオ（テレビ神奈川製作、日曜 1:58 - 2:28）
- ライフ・ライン（太平洋放送協会（PBA）製作、日曜 4:45 - 5:15）
- 日本のチカラ（民教協番組、日曜 5:45 - 6:15）
- 洋楽天国+（テレビ神奈川制作、月曜 1:28 - 1:58）

## 終了した番組

### テレビ

#### 自社制作番組（全道・全国放送）
報道・情報
早朝のワイド番組
- ニュース朝一番
- ニュースコール北海道
- お天気クジラ朝ごはん
- 朝のサラダ畑
- 朝5時!早起き応援団
- ダッシュ!
- 早おきビタミン

午前の情報ワイド番組
- 朝ビタTV
- ユメイロ。

午後および夕方のワイド番組
- パック2PM
- HBCゆうやけワイド・テレビ一番星
  - 4じからワイドいちばん星

- 田村英一のいきいきテレビ特急便（1996年4月1日 - 1996年12月27日 ）
- 気になるパンプキン（1997年1月6日 - 1998年9月25日）
　　※TBS発『わいわいティータイム』内包
- 爽快TV! ビタミンH（1998年9月28日 - 1999年12月27日）
- 夕刊5ジダス（1998年9月28日　- 1999年12月17日）
- ビタミンTV
- Hana*テレビ
- グッチーの 今日ドキッ!

夕方のニュースワイド番組
- テレポート6
  - 土曜テレポート → WE!テレポート6（土曜日夕方に放送）
  - テレポート2000

- アンカー!（土曜日夕方に放送）
- 総力報道!THE NEWS HBC
- 北海道NEWS1

ゴールデンタイムのローカル情報番組
- ほっとないと22
  - ほっとないとHOKKAIDO

その他の報道・情報番組
- 本日発売!山崎図鑑
- ウィークリー北海道
- おそとでYAHOO!!
- 週末ナビゲーション
- ディア北海道!
- LOVE ON TV
- ぐるめTV〜たべれば北海道〜
- ほっかいどう経済neo
- VOX
- もくよう☆アプリ
- さつログ
- サンデーDokiっと!
- 金曜ブランチ

バラエティ
- テレビ結婚式
- ジョシアナ
- なまらお茶の間バラエティ マリモリーン!（2008年10月 - 11月）
- ユメイロ。シネマ倶楽部
- 札幌美少女図鑑TV
- コエキタ!!（地上波独占放送）
- 北海道物産展ですけど何か?
- なかのひと。（地上波独占放送）
- 北のフード熱血応援団 ケッパレ!ごはん
- 音ドキッ!
- いまなにしてる?
- 龍見のおじきゃん。

ドラマ
- 東芝日曜劇場（『うちのホンカン』シリーズほか）
- 近鉄金曜劇場（『オロロンの島』ほか）
- 歌セラ ※制作委員会参加
- スープカレー ※創立60周年記念作品

スポーツ
- どさんこ体操（平日早朝の放送開始直後に5分間放送されていた）
- 函館けいりんダイジェスト
  - けいりんダイジェスト（函館競輪休催期間に放送。主にいわき平競輪など）
- 特報!スポーツギア
- すぽーつどーむ北海道
- スポーツどーむ
- ［E］スポーツ
  - Eスポーツポケット
- 1BAN!ファイターズ ※プロ野球シーズンに放送
- もっtoコンサドーレ
  - のんのん。（2009年4月 - 2010年2月）
- レラの魂
- 週間トライ!NAVI（2010年6月 - 9月）
- 青春ふぁいたーず（2014年6月 - 2015年3月）
- サン・クロレラクラシック
- 札幌とうきゅうゴルフトーナメント

教養・ドキュメンタリー
- キユーピー3分クッキング（自社制作版）
- ケッパレ!お元気さん
- 北星余市高校ドキュメンタリーシリーズ（『ヤンキー母校に帰る』）
- ふるさとつながり北海道
- ほっかいどう
- とことんリサーチ札幌
- 医の1BAN!〜札幌医科大学の挑戦〜
- 中村美彦の無頼放談
- 道民カレッジ「ほっかいどう学」大学放送講座
- Eatrip
- ネイチャードキュメントシリーズ (C・W・ニコル出演）
- 北方領土の21世紀
- Witch

番宣
- もんすけチャンネル金曜BAN!
- 1chan!/1BAN!（主に土曜・日曜に放送）
- H大好きっ!→みるラジ（HBCラジオの番組放送中の様子を放送する深夜のミニ番組）
- よるなび
  - もくなび
- Witch

##### CBC・RKB・TBCと共同制作のアニメ
関東地区では独立UHF局ネットで放送された為、UHFアニメにも分類されることがある。
- RAY THE ANIMATION
- 砂ぼうず

#### ネット番組

##### TVh開局まで放送していたテレビ東京系番組
- なつかしの歌声（第1期のみ、1969年4月5日から1973年3月31日まで土曜 12:00 - 12:30に放送[70]。第2期はHTBで放送[71]）
- 牧伸二のサアお立合い!（1971年7月3日より土曜 15:00 - 15:56に放送。1972年9月2日で打ち切り[72]）
- 歌え!ヤンヤン!（1972年4月15日 - 9月23日は土曜 14:00 - 14:55、1972年10月1日 - 1973年3月25日は日曜 23:45 - 翌0:40に放送[73]）
- ダメおやじ（日曜 18:00 - 18:30、19話で打ち切り[74]）
- クイズ地球まるかじり（1983年11月26日より土曜 12:00 - 12:55に放送。1988年12月31日で打ち切り[75]。この番組を最後にHBCからテレビ東京系の番組が姿を消した）
- 巨神ゴーグ（土曜 17:00 - 17:30[76]）
- 装甲騎兵ボトムズ（土曜 17:00 - 17:30[77]）
- 太陽の牙ダグラム（1981年10月24日 - 1982年3月27日は土曜 7:00 - 7:30、1982年4月3日 - 1983年3月26日は土曜 17:00 - 17:30に放送[78]）
- 伝説巨神イデオン
- 科学冒険隊タンサー5
- 三波伸介の凸凹大学校（日曜16:30〜 三波伸介の急逝に伴い打ち切り）
- パソコンサンデー（テレビ大阪製作。1983年7月4日（3日深夜）にSTVから移行、1985年6月30日で打ち切り。移行当初から1984年4月2日（1日深夜）までは月曜 0:00 - 0:29（日曜深夜）、1984年4月8日から1985年6月30日までは日曜 23:40 - 翌0:09に放送[79]）
- 斬り捨て御免!
- 大江戸捜査網（既にuhbで放送されていたためHBCでは再放送扱い）
- 淀川長治の映画の部屋（不定期ネット、途中打ち切り）
- プレイガール（土曜 23:31 - ）
- 女子プロレス中継 世界選手権シリーズ

##### TVh開局後に放送していたテレビ東京系番組
- マジ☆ワラ
- カレイドスター スペシャルセレクション（傑作選放送、道東地方では初放送）

##### 情報番組
- ちちんぷいぷい

##### TBS系列の遅れネット番組
バラエティ
- 笑って!笑って!!60分（1975年4月12日 - 1976年3月20日は土曜 15:00 - 15:56、1976年4月3日 - 4月10日は土曜 12:55 - 13:50、1976年4月17日 - 1979年12月29日は土曜 17:00 - 18:00に、1980年1月12日 - 1981年3月28日は同時ネットで放送[80]）
- スター爆笑座
- クイズの扉
- 松本見聞録
- クイズ ALL FOR ONE
- 第二アサ秘ジャーナル[注 25]
- ホリさまぁ〜ず
- 月光音楽団
- タイノッチ
- 新知識階級 クマグス[注 26]
- あらびき団
- 哀愁探偵1756
- 有田とマツコと男と女（第1シリーズ）
- ざっくりマンデー!!
- まさかのホントバラエティー イカさまタコさま（深夜時代）
- みうらじゅんDS（TBSチャンネル制作）
- 脳内ワードQ ヒキダス!
- クイズ!イチガン
- KAT-TUNの世界一ダメな夜!
- マツコの知らない世界（深夜時代）
- リシリな夜
- アメージパング!
- SAY!チーズ〜笑顔になれるチーズの魔法
- 週刊EXILE
- 賞金奪い合いネタバトル ソウドリ〜SOUDORI〜

MBS製作
- 突然ガバチョ!
- 花月爆笑劇場→よしもと新喜劇
- 三枝きよし興奮テレビ
- 新伍のワガママ大百科
- あまからアベニュー
- 今田・極楽のエンタ!
- たかじんONE MAN
- ジャイケルマクソン
- 女性ホルモン分泌バラエティー 全力☆が〜る
- ごぶごぶ
- 戦え!スポーツ内閣
- 痛快!明石家電視台
- よしもと新喜劇NEXT〜小籔千豊には怒られたくない〜

CBC製作
- イエヤス→イエヤスMAX
- デリペナ
- パチンコNOWTV
- 薬師寺保栄のドリームカー倶楽部
- ノブナガ
- 本能Z（2019年9月23日未明（22日深夜）をもって打ち切り）

RKB毎日放送製作
- ほっとけない!TV
- オケハザマってなんですか?〜What is OKEHAZAMA〜

ドラマ
- ヘブンズ・フラワー The Legend of ARCANA[注 28]
- シマシマ
- 桜蘭高校ホスト部（アニメ版はSTVで放送）
- 怪盗ロワイヤル
- 白戸修の事件簿
- 放課後はミステリーとともに
- 走馬灯株式会社
- イロドリヒムラ
- 終電バイバイ

MBS製作
- 親孝行プレイ
- 執事喫茶にお帰りなさいませ
- 子育てプレイ&MORE
- 深夜食堂シリーズ
- アザミ嬢のララバイ
- 三代目明智小五郎〜今日も明智が殺される〜
- 土俵ガール!
- クロヒョウ 龍が如く新章
- 闇金ウシジマくん
- カルテット
- サイン
- マッスルガール!
- 荒川アンダー ザ ブリッジ（アニメ版はTVhで放送）
- 家族八景
- コドモ警察
- ドラゴン青年団
- 花のズボラ飯
- 彼岸島
- 咲 -Saki-シリーズ（アニメ版はTVhで放送）
- 都立水商!〜令和〜（2006年のスペシャルドラマはSTVで放送）
- 死にたい夜にかぎって

CBC製作
- こんなところに運命の人

教養・ドキュメンタリー
- そこが知りたい→見ればなっとく!

（最初の半年間のみ。後に同時ネットに移行）
- 私の10のルール

アニメ・特撮
- まんがはじめて物語（1978年7月1日 - 1979年12月29日は土曜 12:30 - 13:00、1980年1月5日 - 1982年3月27日は土曜 17:00 - 17:30、1982年4月3日 - 1984年3月31日は土曜 7:15 - 7:45、1984年4月7日 - 4月28日は土曜 7:00 - 7:30に放送[81]）
- まんがどうして物語（1984年5月5日 - 1985年3月30日と1985年10月5日 - 1986年1月4日は土曜 7:00 - 7:30、1985年4月6日 - 9月28日と1986年1月11日 - 5月3日は土曜 16:55 - 17:25に放送[82]）
- まんがなるほど物語（土曜 16:54 - 17:25）[83]→ 新まんがなるほど物語（土曜 16:54 - 17:25）[84]
- まんがはじめて面白塾（1989年2月25日 - 1990年3月31日は土曜 16:54 - 17:25、1990年4月7日 - 1991年5月11日は土曜 11:00 - 11:30に放送[85]）
- コジコジ
- サクラ大戦TV（TBS・MBS共同製作委員会参加）

『新サクラ大戦 The Animation』は北海道地区未放送。
- 無敵王トライゼノン（TBS・MBS・CBC共同製作）
- 逮捕しちゃうぞ（テレビ第2作）

テレビ第1作および『逮捕しちゃうぞ フルスロットル』はHBCでは未放送。実写版ドラマはHTBで放送。
- ちょびっツ
- xxxHOLiC（続編『xxxHOLIC◆継』はHBCでは未放送）
- ああっ女神さまっ（TVアニメ第1期）

（TBSでは深夜放映であったが、HBCでは日曜早朝の放送）
- おおきく振りかぶって（TBS・MBS共同製作委員会参加、第2期『夏の大会編』は未放送）
- けいおん!シリーズ
- ジパング
- 少年アシベシリーズ

（第1作の第24回までは同時ネット。第1作の第25 - 37回と第2作はどちらも土曜 16:55 - 17:25に放送。）
- ヤマトタケル (アニメ)
- 行け!稲中卓球部
- 超獣機神ダンクーガ
- B'T-X
- 電光超人グリッドマン
- RAVE (漫画)（TBS・MBS・CBC共同製作）
- GetBackers-奪還屋-
- ブレイドアンドソウル
- 五等分の花嫁（第1期のみ）[注 29]

MBS製作
- 銀河漂流バイファム
- 3丁目のタマ うちのタマ知りませんか?
- ムカムカパラダイス
- とんでぶーりん
- ママはぽよぽよザウルスがお好き
- ゾイドシリーズ

（『ゾイド -ZOIDS-』、『ゾイド新世紀スラッシュゼロ』）
- 平成ウルトラシリーズ

（『ウルトラマンティガ』、『ウルトラマンダイナ』、『ウルトラマンガイア』、『ウルトラマンコスモス』）
- デビルマンレディー
- コードギアス 反逆のルルーシュ（続編『R2』は同時ネット）
- DARKER THAN BLACK -黒の契約者-

（続編『流星の双子』はHBCでは未放送）
- マクロスF
- バスカッシュ!
- 戦国BASARA（MBS・CBC共同製作の深夜アニメ）
- 黒執事シリーズ

（3期『Book of Circus』はHBCでは未放送）
- 夏色キセキ
- 革命機ヴァルヴレイヴシリーズ
- ハイキュー!!シリーズ深夜作品
- ドメスティックな彼女
- 波よ聞いてくれ
- 炎炎ノ消防隊 弐ノ章
- 荒ぶる季節の乙女どもよ。（ドラマ版も放送）

CBC製作
- 銀河鉄道物語 〜永遠への分岐点〜
- うみものがたり 〜あなたがいてくれたコト〜
- ラストエグザイル-銀翼のファム-

##### 腸捻転時代に放送されたABC製作の番組
☆印は腸捻転解消時にHTBに移行した番組。
- お荷物小荷物（沖縄編・カムイ編。第16話のみ放送中止、別番組に差し替え）
- 好き! すき!! 魔女先生
- ふしぎなメルモ
- 海のトリトン
- ど根性ガエル（1972年度のアニメ版。再放送はHTBでも実施。『新』と2015年度のドラマ版はSTVで放送）
- 部長刑事（腸捻転解消後のHTBでの放送の有無は不明）
- ☆夫婦善哉
- ☆新婚さんいらっしゃい!（現在も放送されている唯一の番組）
- ☆シャボン玉プレゼント（ABCと放送時間は同じだったが、ABCから事前に裏送りを受けて自社送出）
- ☆必殺シリーズ（再放送はHTBでも実施）
  - 必殺仕掛人
  - 必殺仕置人
  - 助け人走る
  - 暗闇仕留人
  - ☆必殺必中仕事屋稼業（第13話まで）
- ☆プロポーズ大作戦（当時は関西ローカル番組）
- ☆霊感ヤマカン第六感（腸捻転解消直前の半年間のみ。腸捻転解消後から2年間は北海道地区では放送されず、1977年4月2日にHTBに移行[87]）
- ☆はじめ人間ギャートルズ（腸捻転解消直前の半年間のみ）

##### 腸捻転解消後に放送されたABC製作の番組
- サーバント×サービス

##### 腸捻転時代に放送されたMBS製作の番組
- 鉄腕アトム（1959年度の実写版、フジテレビ系列、木曜 17:15 - 17:45[88]）
- 竜馬がゆく（1965年度版、日曜 18:00 - 18:30[89]）
- おそ松くん（第1作、金曜 18:00 - 18:30[90]、第2作はUHBで放送。事実上のリメイク版である『おそ松さん』はTVhで放送。）
- ファイトだ!!ピュー太（月曜 18:00 - 18:30[91]）
- はやと（金曜 18:00 - 18:30[92]、HTB開局後の番組）
- 八木治郎ショー（1970年1月3日 - 1971年8月28日に同時ネットで放送。1971年9月4日にHTBに移行したが、腸捻転解消でHBCに再移行[93]）

##### 腸捻転解消後に放送されたMBS製作の番組
☆印はHTBから、★印はSTVから移行。
- 皇室アルバム★（HTB開局後も引き続きSTVで放送）
- 野生の王国☆（北海道の民放2局時代はHBCで放送。HTB開局で移行したが、腸捻転解消でHBCに戻ってくる）
- がっちり買いまショウ☆（同上）
- 仮面ライダーシリーズ☆（『ストロンガー』、『スカイライダー』、『スーパー1』、『BLACK』、『BLACK RX』。HTBで放送された『アマゾン』までの作品の再放送も別途実施。テレビ朝日制作となった『クウガ』からHTBに再移行）
- ヤングおー!おー!☆（腸捻転解消よりも早く1974年4月にHTBから移行。HTBではNETテレビで同時ネット放送された1969年7月 - 9月と、関東地方のネット局が東京12チャンネルに移行後の1973年10月 - 1974年3月に放送）
- ちびっこアベック歌合戦☆
- まんが日本昔ばなし☆（1976年1月から。HTBでは腸捻転解消直前の1975年1月 - 3月に放送）
- 仁鶴・たか子の夫婦往来（腸捻転解消よりも早く1974年4月から放送。関東では当初は東京12チャンネルでMBSから同時ネットしていたが、腸捻転解消でTBSに移行）
- アップダウンクイズ（腸捻転解消で北海道地区に初進出）

腸捻転時代の『アップダウンクイズ』は、スポンサーのロート製薬の関係上HTBではネットされず、その時間帯はNET系の遅れネット番組やフジテレビ系のアニメ番組等を放送していた（UHB開局後はドラマ『闘え!ドラゴン』など東京12チャンネルの番組や自社制作のドキュメンタリー番組等を放送）。

##### UHB開局まで放送されたフジテレビ系の番組
- スター千一夜（1959年8月 - 1961年9月に放送。開始当初は火曜・木曜 22:45 - 23:00、1959年9月は月曜・水曜 22:30 - 22:45、火曜 22:45 - 23:00、1959年10月 - 1960年4月は火曜・水曜を同時ネット、1960年5月 - 1961年9月は火曜・木曜を同時ネット（但し、木曜の同時ネットは1960年11月からで、それまでは水曜の放送分を翌日に放送）[94]。1961年10月にSTVに移行）
- 少年ジェット（日曜 10:00 - 10:30[95]）
- ザ・ヒットパレード（STVで1960年7月7日に打ち切り後、1963年1月13日から1965年2月28日まで日曜 15:00 - 15:30に放送[96]。打ち切り後、1966年10月4日にSTVに再移行）
- 花椿ショウ 東は東（同時ネット[88]）
- キンカン素人民謡名人戦（1961年6月6日 - 1964年3月に同時ネットで放送[97]。1964年4月にSTVに移行）
- チャンピオン太（日曜 11:00 - 11:30[98]）
- わんぱく同盟（水曜 18:00 - 18:30[99]）
- 0戦はやと（土曜 15:30 - 16:00[100]）
- 勝ち抜きエレキ合戦（土曜 15:00 - 15:30[101]）
- グーチョキパー（水曜 18:00 - 18:30[102]）
- ゆびきりげんまん（水曜 18:00 - 18:30[92]）
- マイティジャック→戦え!マイティジャック
- 白雪劇場（関西テレビ制作）
  - 船場（1967年8月31日[注 39] - 1968年6月27日は木曜 23:35 - 翌0:20、1968年7月6日 - 8月24日は土曜 13:00 - 13:45に放送[103]）
  - 堂島（土曜 13:00 - 13:45[104]）
  - 男じゃないか（1969年8月30日より土曜 13:00 - 13:45に放送。1969年10月11日（第7話）で打ち切り[105]）

##### UHB開局後に放送されたフジテレビ系の番組
- 阪急ドラマシリーズ（関西テレビ制作・番組販売扱い）
1980年代前半、平日午前10時台に放送。1983年には「どうなってるの」シリーズや「新婚プラス1」等が放送されていた。
- スーパーヅガン

##### NET（現・テレビ朝日）系の番組
民教協制作は除く。☆印はHTBに移行した番組。
- ☆モーニングショー（1969年3月28日まで放送[106]・「羽鳥慎一…」はHTBで放送）
- ☆アフタヌーンショー（1966年9月5日から平日 14:00 - 15:00に放送[107]、1968年12月31日打切り、11月4日から12月31日まではHTBと並行放送[108]）
- ナショナルキッド（日曜 11:00 - 11:30[109]）
- 少年ケニヤ（日曜 11:00 - 11:30[110]）
- ウィークエンドショー→☆ウィークエンドモーニングショー（MBS制作）
- ☆土曜ショー
- ☆魔法使いサリー（1966年版）（金曜 18:00 - 18:30[91]）
- 象印歌のタイトルマッチ（1966年3月6日よりSTVから移行。日曜 10:00 - 10:30[111]）→☆象印スターものまね大合戦（1967年1月15日から1968年12月29日まで日曜 10:00 - 10:30に放送[112]。1968年11月3日から同年12月29日まではHTBと並列放送。1969年1月5日からHTBに一本化）
- ☆ナショナルゴールデン劇場（1970年末まで放送）
- ☆特別機動捜査隊
- 氷点（1966年版）（2001年版はHTBで放送）
- 白い巨塔（1967年版）（1978年版と2003年版はUHB、1990年版と2019年のスペシャルドラマはHTBで、それぞれ放送）
- ☆素浪人 月影兵庫
- 素浪人 花山大吉 - 本放送はHTBだが、1973年頃に再放送扱いで、平日16時から放送[注 40]
- 狼少年ケン（日曜 10:30 - 11:00[89]）
- 少年忍者風のフジ丸（月曜 18:00 - 18:30[89]）
- 宇宙パトロールホッパ（土曜 18:00 - 18:30[90]）
- 忍者ハットリくん（1966年度のドラマ版、月曜 18:00 - 18:30[113]、1981年度のアニメ版はHTBで放送）
- レインボー戦隊ロビン（日曜 10:30 - 11:00[114]）
- 海賊王子（土曜 18:00 - 18:30[115]）
- 悪魔くん（1966年度のドラマ版、土曜 18:00 - 18:30[114]、1989年度のアニメ版はHTBで放送）
- スパイキャッチャーJ3（日曜 18:00 - 18:30[90]）
- ハッスルパンチ（日曜 18:00 - 18:30[116]）
- ジャイアントロボ（月曜 18:00 - 18:30[117]）
- 大魔王シャザーン（日曜 10:30 - 11:00[117]）
- サイボーグ009（第1作、土曜 18:00 - 18:30[91]、1979年度の第2作はHTBで、2001年度の第3作はTVhでそれぞれ放送）

##### 日本テレビ系の番組
- プロ野球中継（STV開局とともに移行）[118]
- 日本プロレス中継（STV開局とともに移行）
- 光子の窓（1959年12月よりSTVに移行）
- ダイヤル110番
- この人を（同時ネット[119]、STV開局とともに移行）
- 夫婦百景（第1期のみ同時ネット[119]、STV開局とともに移行）

##### 民間放送教育協会の番組
- 親の目・子の目
- お茶の間セミナー
- ともに生きる世界
- いきいき!夢キラリ
- ズームUP
- 生きる×2
- 発見!人間力
- 学びEye!
- 日本!食紀行

##### 独立UHF局の番組（UHFアニメ含む）
- 比叡の光（KBS京都制作、1979年2月3日より土曜 6:45 - 7:00に放送。1982年3月27日で打ち切り[120]）
- 吉宗（同名パチスロ機のアニメ）
- マージナルプリンス〜月桂樹の王子達〜
- 僕等がいた
- 大江戸ロケット
- 風魔の小次郎
- RHプラス
- 桜塚ヤンキース（テレ玉制作）
- 東京ゴーストトリップ
- 勝手に観光協会
- THE 鈴木タイムラー（tvk制作）
- 鉄腕バーディー DECODE
- かんなぎ
- 07-GHOST
- 磁石のケータイハンター（tvk制作）
- ネタ神
- ネタ鑑定!
- いいなり宣言!メイドおさわがせします。（MONDO21制作）
- 撮れ高次第
- 〜遠隔操作バラエティ〜ウドで訊く!
- 課長バカ一代（BS12 トゥエルビ製作、TBSグロウディア製作委員会参加）
- アクセル・ワールド
- ソードアート・オンライン（1期のみ、2期はTVHに移行され、第3期以降は北海道地区未放送）
- 俺の彼女と幼なじみが修羅場すぎる
- ストレンジ・プラスシリーズ
- 乾杯戦士アフターV
- 艦隊これくしょん -艦これ-シリーズ
- 櫻子さんの足下には死体が埋まっている（ドラマ版はUHBで放送）
- GRANBLUE FANTASY The Animation（第2期は北海道地区未放送）
- 魔法使いの嫁シリーズ
- 蒼天の拳 REGENESIS
- はたらく細胞シリーズ（「はたらく細胞BLACK」はTOKYO MX製作）
- からかい上手の高木さんシリーズ（第3期は全国ネットに昇格したため、スーパーアニメイズムにて放送）
- pet -ペット-
- 八男って、それはないでしょう!
- プラチナタウン（WOWOW制作）[121]
- Vivy -Fluorite Eye's Song-
- アイ★チュウ
- ヴァニタスの手記
- SCARLET NEXUS
- ゴールデンカムイ（第4期、3期まではSTVで放送）
- 山田くんとLv999の恋をする
- ウマ娘 プリティーダービーシリーズ

##### その他
- 爆笑!バスタイム（BeeTV制作）
- トゥルルさまぁ〜ず（BeeTV制作）
- アイドル潜入調査（MONDO TV製作）
- ウィークリー赤れんが（北海道企画・制作）
- 東京号泣教室 〜ROAD TO 2020〜（キューブ・エピックレコードジャパン製作）

#### 道内各放送局のローカル番組

##### 旭川放送局
- ふかがわ市民の広場（毎週土曜午前に放送、北見放送局エリアでも放送していた）
- 稚内市民ニュース[注 41]
- おはよう滝川
- 石崎輝明の道北 美・酒・乱
- おさむの金曜てんこもり
- 道北ホスピタルガイド
- 素敵にエッセンス
- マイタウンあさひかわ
- 道北HOTチャンネル
- 期首映画情報特番
- 公立高校合格者発表特番

##### 北見放送局
- 日専連遠軽ガイド・紋別ガイド
- 知床通信（毎週土曜午前に放送されていた）
- おほーつくネットワーク（毎月最終土曜に放送されていた）
- きたみ市民のひろば（毎週土曜午後に放送、旭川放送局エリアでも放送していた）

##### 室蘭放送局
- ニュース苫小牧（毎週土曜午後に放送されていた）
- スポット苫小牧（月曜日 - 土曜日夕方に放送。その後土曜日は午後からの放送に変更。函館放送局エリアでも放送していた）
- 日専連ガイド（毎日夕方に放送）
- だてせんガイド（月曜夕方「テレポート6」の本編終了からエンドクレジットの合間に放送）
- エリアガイドいぶり（毎週土曜午後に放送）

##### 函館放送局
- こんにちは市長です
- 道南トピックス
- 函館讃歌
- タウン&タウン函館

##### 釧路放送局
- 湿原探検タイム
- 十条テレビショッピング
- われら釧路っ子
- レディス突然腕相撲
- レディス突然尻相撲
- お天気エコー
- 斉藤聖峰明日の運勢
- 釧新ポケットニュース
- ブライダルガイド

##### 帯広放送局
- レッツゴーTOKACHI
- 藤丸テレビショッピング
- テレポートプラザ十勝&とかち
- おびひろタウンガイド
- 帯広・十勝情報BOX
- 勝毎サロン
- ウィークリーとかち
- HBCハウジング情報
- 卓田和広のチャ・チャ・チャ・チャレンジ
- 速報!公立高校入試合格者発表（特別番組、年1回）
- 広報おびひろ

## 主な所属アナウンサー・キャスター一覧
項目のない人物のみ、職歴を記載。

### アナウンサー

#### 男性
- 1990年 卓田和広
- 1994年 川畑恒一
- 1996年 加藤雅章（アナウンス部長）
- 2003年 渕上紘行、堀啓知
- 2009年 水野善公
- 2015年 堀内大輝[122]
- 2019年 波多野裕太
- 2020年 本間吏成
- 2021年 糸賀舜[123]

#### 女性
- 2007年 佐藤彩
- 2009年 堰八紗也佳、室谷香菜子
- 2015年 金城茉里奈[124][125]
- 2017年 森結有花、世永聖奈、森田絹子
- 2020年 大竹彩加
- 2021年 堀内美里[126]
- 2024年 東峰優華[127]、松尾香奈[128]
- 2025年 梶原小春[129]

### 気象キャスター
気象キャスターは全員、HBCウェザーセンター所属。

#### 男性
- 粥川暁（HBCウェザーセンター長、気象予報士・防災士、現在はプロデューサー兼務）
- 近藤肇（気象予報士・防災士。1990年 - 2025年3月まではアナウンス部。2005年 - 2025年3月まではアナウンス部と兼務していた。2025年4月からシニアスタッフとして引き続き勤務）[130]
- 児玉晃（気象予報士、2021年3月 - ）[130]
- 篠田勇弥（気象予報士）[130]

#### 女性
- 伊藤真梨子（気象予報士、2021年4月 - ）[130]
- 須賀桃子（気象予報士、2025年4月 - ）

## 過去に在籍していたアナウンサー・キャスター
〇は異動で、太字は現職。●は故人（在職中に死去した人物も含む）。

### 男性
- 1951年
  - 寺下昭三（1953年までアナウンス部。同年11月30日に青森放送へ）
- 1955年
  - 菅原安信●（1969年まで14年間アナウンス部に在籍。その後、HTBに移籍。HTBを退職後、バンクーバーに移住。2013年3月逝去）[131]
- 1958年
  - 杉浦滋男●（1962年までアナウンス部、同年メ〜テレ開局に関わり退社。1964年には地元局の東京12チャンネルにスポーツアナウンサーとして移籍。テレビ北海道開局時にはアナウンサーとして出向、その後退社。1997年12月逝去）
- 1959年
  - 沢口孝夫●（1996年までアナウンス部、『テレポート6』初代キャスター。2019年10月逝去）
- 1961年
  - 白馬康治●（1971年までアナウンス部、退社後UHBに移籍。1986年6月逝去）
- 1967年
  - 小野塚勝（1968年までアナウンス部、入社1年後HTB開局に伴いアナウンス要員として移籍。HTB報道制作センター長を経て解説委員で定年退職し、企業経営者としてトップシーン札幌社長、会長を歴任した）
- 1969年
  - 松永俊之（2007年までアナウンス部。1972年当時、帯広放送局→本社アナウンス部『ラジオファミリーハイ松永俊之です』『パック2』。2007年3月31日で定年退職後、引き続きフリーアナウンサーとしてHBCの番組をメインに担当していた。実兄は元TBSアナウンサーの松永邦久）
- 1970年
  - 足立利道（アナウンス部『情報ネットワーク』『HBCラジオテレポート』、月～土曜午前『道新ニュース』提供読み、旭川放送局1988 - 1992『旭川からこんにちは』『マイタウンあさひかわ』、アナウンス部）
- 1971年
  - 坂上隆志●（2000年までアナウンス部。函館放送局1983 - 1987『函館ミュージックアラカルト』、アナウンス部『HBCラジオテレポート』、『サンデーミュージックコレクション』。2000年5月逝去）
  - 鮫島宗哉（1974年までアナウンス部。退社後は博報堂を経て、福岡で個人事務所を設立、フリー）
  - 島森則夫（アナウンス部、函館放送局、アナウンス部『これがラジオだ』、『ほっとないと北海道』、『テレポート6』キャスター）
- 1972年
  - 佐藤則幸（1994年までアナウンス部。退社後に番組制作会社「テレベック」を設立、フリー）
  - 横田久●（2002年までアナウンス部。帯広放送局、アナウンス部『いきいきいい朝』『ワイワイバイブレーション』、アナウンス部長、報道制作局次長・スポーツ部長、企画事業局長。帯広放送局在籍時に『とべとべ十勝』を立ち上げた。1986年にTBSスポーツ部へ出向し、『JNNおはようニュース&スポーツ』のスポーツコーナーを担当した。2007年8月逝去）
- 1973年
  - 奥津雅人●（アナウンス部、帯広放送局1983 - 1987『とべとべ十勝』、アナウンス部、苫小牧放送局長。2024年10月逝去）
  - 田村英一（2009年9月までアナウンス部、アナウンス部→北見放送局→アナウンス部長→エグゼクティブアナウンサー→編成制作局長。退職後も2014年までニュースやナレーションなどを担当していた）
- 1974年
  - 桜井宏（2016年までアナウンス部、HBCパーソナリティ。アナウンス部→帯広放送局『とべとべ十勝』→アナウンス部『夜はこれから』→函館放送局1988 - 1992『ぐるっと道南お昼です』→アナウンス部。2016年で定年退職した後も朝刊さくらいを中心に同局後援イベント司会で活躍中）
  - 田中徳志郎●（1992年までアナウンス部、『ダイナミックサタデー』『ハロードライバー』『ベストテンほっかいどう』『ザ・ベストテン』HBC追っかけマン 『朝のホットライン』HBCホットラインアナなどを担当。1992年3月逝去）
- 1977年
  - 鎌田強（アナウンス部、釧路放送局1978 - 1982『パンチ・1404釧路ですオハヨウ』『釧新ポケットニュース』『釧路市民の時間』『LPランド』『QLタイム釧路からこんにちは』『まつだワイワイプレゼント』『十條ドッキリ生放送テレフォンクイズ』、アナウンス部、テレビ制作部プロデューサー、北見放送局長、ラジオ制作部長、アナウンス部長、企画事業局担当局部長・事業部長、営業局営業部長・大阪支社長、エグゼクティブアナウンサーなどを歴任後、2014年定年退職。以後2020年7月まで嘱託として出演）
- 1978年
  - 高橋重美（アナウンス部、帯広放送局1979 - 1983『とべとべ十勝』、アナウンス部、北見放送局、アナウンス部）
- 1979年 
  - 天野博章（アナウンス部、旭川放送局1980 - 1984『旭川からこんにちは』、アナウンス部『決定全日本歌謡選抜』『ラジオテレポート』）
  - 石崎岳（元『テレポート6』キャスター。在籍時は報道部記者、退社後は衆議院議員へ転身したが、2009年8月の総選挙で落選）
- 1980年
  - 内藤克（2017年までアナウンス部、1981 - 1985北見放送局、アナウンス部『克と理香の電リク一本勝負』、1991 - 1995函館放送局『ぐるっと道南お昼です』、アナウンス部、ラジオ制作部ディレクター、北見放送局長などを歴任。その後2004年7月よりアナウンサーとして現場復帰）
- 1981年
  - 赤城敏正（アナウンス部、釧路放送局1982 - 1986『QLタイム釧路からこんにちは』『十條ドッキリ生放送テレフォンクイズ』『LPランド』、アナウンス部『宵の口ワイド』『ベストテンほっかいどう』『赤城くんと萬崎さん』）
- 1983年
  - 出口真治（アナウンス部、旭川放送局1984 - 1988『旭川からこんにちは』『マイタウンあさひかわ』、アナウンス部、室蘭放送局長、旭川放送局長）
- 1984年
  - 管野暢昭（2024年10月までアナウンス部、スポーツ部2009 - 2013、アナウンス部）
- 1985年
  - 山崎英樹●（2019年までアナウンス部、釧路放送局1985 - 1989『シャラ・ラ・ジオ』『十條ドッキリ生放送テレフォンクイズ』『LPランド』、アナウンス部『ベストテン北海道』『山崎英樹男のホンネ』。2019年6月逝去）
- 1986年
  - 大神正敏〇（アナウンス部、帯広放送局1987 - 1988『とべとべ十勝』、アナウンス部『ベストテン北海道』、帯広放送局兼釧路放送局長、メディアビジネス局事業部）
- 1987年
  - 橋本能成〇（アナウンス部、帯広放送局1988 - 1992『とべとべ十勝』、『もっと十勝』、アナウンス部）
- 1988年
  - 菅原克彦（アナウンス部、釧路放送局1989 - 1991『シャラ・ラ・ジオ』、アナウンス部。現在は出身地の宮城県でフリーアナウンサーとしてラジオを中心に活躍）
- 1990年
  - 関博紀（2013年までアナウンス部、アナウンス部→旭川放送局1991 - 1995『ときめきパラダイス』→アナウンス部→社会情報部。退社後ロサンゼルスに移住し国際ジャーナリスト）
- 1991年
  - 小川和幸〇
- 1992年
  - 石崎輝明〇
  - 藪淳一（2008年9月までアナウンス部。現在は幼稚園の理事長を務める傍ら、フリーアナウンサーとして『公立高校入試解答速報』なども担当）
- 1993年
  - 新井理〇
  - 牧野秀章〇（アナウンス部、函館放送局1995 - 1999『ぐるっと道南お昼です』、アナウンス部、報道部、アナウンス部長を経て、コンプライアンス室長兼経営管理部長）
- 1996年
  - 山内要一〇 （2025年6月までアナウンス部。同年7月からは旭川放送局長兼北見放送局長）
- 2011年
  - 豊原慎二（2013年3月までアナウンス部。同年4月以降は地元局の福岡放送に在籍。元ザスパ草津選手）
  - 森山知洋（4月入社 - 2021年10月までHBCウェザーセンター所属。気象予報士）
- 2014年
  - 矢萩尚太郎（4月入社、9月までは報道部所属、10月 - 2019年3月はアナウンス部）
- 遠藤清美
- 岡野隆
- 木島豊（1968年までアナウンス部。入社後、HTB開局に伴いアナウンス要員として移籍）
- 菊池暁一郎（退社後、AIR-G'でニュースなどを担当していた）
- 柴田恭（1967年7月放送の「TBS歌のグランプリ」で北海道庁・赤レンガ前からの中継で登場）
- 村形貞彦（1973年10月 - 1975年3月に『JNNニュースデスク』のキャスターとしてTBS報道部へ出向。HBCの復帰後は『パック2』、『心にいいからHBC』、『テレポート6』キャスターを担当。退社後は北海道武蔵女子短期大学助教授）

### 女性
- 1951年
  - 小原葉子
  - 河内寿美子（第一声）
- 1956年
  - 松原智津子（1969年までアナウンス部。「キングレコードアワー」「歌謡オールオールリクエスト」「テレホンリクエスト」、退社後はフリー、静修短期大学助教授）[132][133]
- 1960年
  - 安藤千鶴子
- 1968年
  - 河原多恵子（10月入社 - 2012年1月。アナウンス部→ラジオ制作部→アナウンス部、引き続きフリーでHBCの番組をメインに担当）
- 1972年
  - 中田美知子（1974年6月までアナウンス部。HBC退社後はフリー→エフエム北海道（AIR-G'）、同社常務取締役を務めた）
- 1975年
  - 西野泰子
- 1978年
  - 和田幸枝（旭川放送局で昼のローカル番組等を担当）
- 1979年
  - 萬崎由美子
  - 村井裕子（1997年までアナウンス部。2001年 - 2004年2月に契約アナウンサーとして在籍。HBCパーソナリティとして活動していた）
- 1980年
  - 小原忍（1990年11月までアナウンス部。同年12月に地元局の岩手めんこいテレビへ移籍、2024年5月まで岩手めんこいテレビ常勤監査役）
  - 大久保真弓
  - 滝沢朝子（1988年までアナウンス部。アナウンス部→北見放送局→アナウンス部）
  - 船越ゆかり（入社後に自社制作の『キユーピー3分クッキング』を8年間担当）
  - 若山昌子（退社後は糸賀昌子名義でフリー活動）
- 1981年
  - 河西優子（とべとべ十勝など担当）
  - 野宮範子（1990年までアナウンス部。現在はフリーアナウンサー、桜井宏夫人）
  - 播磨早苗（『パック2pm』などを担当。現在はフレックスコミュニケーション代表取締役）
- 1986年
  - 飛田悦子（現在は三角山放送局パーソナリティ）
- 1988年
  - 北野あづさ（1992年までアナウンス部）
  - 佐古千春（決定!全日本歌謡選抜など担当）
- 1989年
  - 渡辺陽子（2013年3月までアナウンス部。現在はフリーでHBCのテレビ・ラジオ番組で活動）
  - 村上亜希子（HTB契約アナウンサーを経て、現在はフリー）
  - 山田頼子（現在はボイスオブサッポロ所属、2018年4月より、主に早朝のHBCニュース・道新ニュースを、社員アナウンサーの代わりに担当した）
- 1991年
  - 鶴羽佳子（一時NHK札幌放送局で『おはよう北海道』を担当していた。現在は「オフィス鶴羽」代表取締役・北海道議会議員）
  - 前田華代子（1996年までアナウンス部、弁護士八代英輝夫人。退社後は八代華代子名義でフリー活動）
- 1992年
  - 田村美香（1994年までアナウンス部。学校の教員として1年間勤務後、契約アナウンサーとして入社。現在はフリーアナウンサー）
  - 森田真奈美（1997年までアナウンス部。現在はラジオパーソナリティ）
- 1993年
  - 浅野英美（現在はボイスワークス所属）
  - 遠藤今日子
  - 坂内千夏（1999年までアナウンス部）
- 1994年
  - 林部香織（1998年までアナウンス部。その後地元局の関西テレビ『FNNスーパーニュースKANSAI』キャスター）
- 1996年
  - 石山愛子（2001年までアナウンス部。セント・フォース所属）
  - 武田明子（2006年までアナウンス部、アナウンス部→2006年3月から2007年までは報道部記者。初代「もんすけ」の声を担当）
- 1998年
  - 阿部彩子（2008年までアナウンス部）
  - 宮崎明日香（2001年までアナウンス部。その後フリーとして2007年9月までCS「日テレNEWS24」キャスターを担当）
- 2000年
  - 相賀真理子（2003年までアナウンス部。テレビ神奈川→フリー•行政書士）
  - 森理恵（2009年までアナウンス部。結婚・出産を経て、HBCパーソナリティとして活動していた）
- 2001年
  - 邑田みさき（2007年までアナウンス部）
  - 山田泰子（2007年までアナウンス部。石屋製菓㈱石水 創夫人）
- 2002年
  - 大島由佳（2004年3月までアナウンス部。鹿児島読売テレビから移籍）
  - 岸本尚実（2006年6月までアナウンス部。日本海テレビより契約アナウンサーとして移籍、契約期間満了後は、地元の関西地方を拠点に、サンテレビの契約アナウンサーや毎日放送『ちちんぷいぷい』のコーナー担当などを歴任）
- 2004年
  - 佐々木美佳（2006年までアナウンス部。NHK札幌放送局から移籍後、ラジオ『朝刊さくらい』のアシスタントを務めていた[134]）
- 2006年
  - 佐々木佑花〇（アナウンス部、スポーツ部、テレビディレクター）
- 2007年
  - 中井美雅（2021年3月までHBCウェザーセンター所属。気象予報士）
  - 松坂有希子（2011年までアナウンス部。結婚のため退社後、2013年より「羽仁有希子」の名義でNHK旭川放送局契約キャスターとして活動していた）
- 2009年
  - 高橋友理（2017年3月までアナウンス部）
- 2011年
  - 浦本可奈子（2012年までアナウンス部。結婚により退社）
  - 宮地麻理子（4月入社 - 2019年1月。報道部→社会情報部→アナウンス部→広報室。元NHK北九州放送局→テレビ神奈川（制作）→熊本朝日放送）
- 2012年
  - 大栗麻未（2017年3月までアナウンス部。現在ジョイスタッフ所属）
- 2014年
  - 金井憧れ（4月入社、9月までは報道部所属、10月 - 2017年3月はアナウンス部。2025年3月までキャストプラス所属でTBSニュースバード→TBS NEWSキャスターを担当していた。2025年4月からノット・コミュニケーションズ所属）
- 2017年
  - 谷藤博美（2020年9月までアナウンス部、同年10月から2022年までは報道部記者。退社後はeスポーツ実況アナウンサー）
- 2018年
  - 日下怜奈（2023年6月までアナウンス部。退社後は吉本興業所属）
- 2019年
  - 大堀結衣（9月入社 - 2021年3月までアナウンス部。地元局の愛媛朝日テレビから移籍、退社後はスターダストプロモーションを経て、現在はセント・フォース所属）
  - 星井彩岐（10月 - 2024年9月までHBCウェザーセンター所属。気象予報士・防災士。「星井さき」名義で出演。同年11月からテレビ朝日気象デスク。ウェザーマップ所属）
- 相原恵理子（気象予報士・防災士。現在はNHKラジオ第1放送で気象情報キャスター）
- 浅川かがり（2009年までHBCウェザーセンター所属。気象予報士）
- 生駒由美（気象予報士）
- 井坂綾（気象予報士。2024年6月までTVh気象キャスター）
- 尾藤光子（自社制作の『キユーピー3分クッキング』『VIVA ! ほっかいどう』などを担当）
- 岡田範子
- 加藤由紀子（在籍時期は不明だが、退社後、WOWOWに開局スタッフとして移籍）
- 川森朋子（気象予報士）
- 木村比査子（2020年12月までHBCウェザーセンター所属。気象予報士・防災士）
- 沓掛政子（1980年頃在籍。釧路放送局で鎌田強とともに『釧新ポケットニュース』『QLタイム釧路からこんにちは』等のローカル番組を担当）
- 蓙彩子（小野垣親士報道部長夫人、結婚後は小野垣彩子として『ラジオ一番通り』『スーパーToday』のアシスタントを務めていた）
- 表茂子
- 野田朝子
- 深水瑶子（2019年3月までHBCウェザーセンター所属。気象予報士・防災士）
- 橋本真紀（気象予報士）
- 松村栄（『ダイナミックサタデー』『青春コンパニオン』などを担当）
- 三国由香（レコード室→HBCウェザーセンター。「お天気キャスター」として。「デビルのマジカルアフターヌーン」では「れんたろう」として出演）
- 棟方量子（1972年までアナウンス部。退社後UHBに移籍）
- 吉川久美子

### アノンシスト賞受賞歴
- 第1回（1975年度）ラジオ「番組」部門優秀賞（河原多恵子「朝の歌謡曲」）[135]
- 第2回（1976年度）テレビ「番組」部門優秀賞（安藤千鶴子「パック2pm 高齢者マラソン」）、「CM」部門最優秀賞（佐藤則幸・小原葉子「エスビー食品」）、ラジオ「CM」部門最優秀賞（田村英一「ヤマハリコーダー」）[135]
- 第3回（1977年度）テレビ「番組」部門優秀賞（尾藤光子「キユーピー3分クッキング」）[135]
- 第4回（1978年度）ラジオ「CM」部門優秀賞（表茂子「キユーピーマヨネーズ」）[135]
- 第8回（1982年度）テレビ「番組」部門優秀賞（小原忍「ほっかいどう～岬のキタキツネ」）[135]
- 第9回（1983年度）テレビ「番組」部門優秀賞（桜井宏「パック2pm ハッチャキ訪問」）、「CM」部門最優秀賞（田村英一・蓙彩子「コロンブスのウォーターストップ」）[135]
- 第11回（1985年度）称揚（北海道放送アナウンス部「ボランティア朗読奉仕10年」）[135]
- 第12回（1986年度）テレビ「番組」部門優秀賞（野宮範子「日本ふるさと自慢～原始のふところ大雪山」）、「CM」部門最優秀賞（大久保真弓「花王ソフィーナ」）、ラジオ「CM」部門優秀賞（田村英一「六花亭」）、称揚（河原多恵子「車粉追放」）[135]
- 第14回（1988年度）テレビ「番組」部門優秀賞（岡田範子「ほっとないとHOKKAIDO 道産寿司ネタ噺」）、「CM・ショッピング番組」部門優秀賞（佐藤則幸「パック2 日通のペリカン便」）[135]、ラジオ「番組」部門優秀賞（村井裕子）[135]
- 第15回（1989年度）テレビ「番組」部門最優秀賞（村井裕子「頑張れ!雄蔵くん」）[135]
- 第16回（1990年度）テレビ「番組」部門優秀賞（若山昌子・島森則夫「ほっとないとHOKKAIDO 年末スペシャル」）、「CM」部門優秀賞（船越ゆかり「花王エコナ」）、ラジオ「番組」部門優秀賞（佐藤則幸・村上亜希子「ノリ出せワイド 母の涙」）[135]
- 第17回（1991年度）テレビ「番組」部門優秀賞（田村英一「91私の声が聞こえますか」）、「CM」部門優秀賞（船越ゆかり「花王モントン」）[135]
- 第18回（1992年度）テレビ「番組」部門優秀賞（島森則夫・渡辺陽子・山崎英樹「ほっとないとHOKKAIDO」）、「CM」部門優秀賞（松永俊之・山田頼子「パック2 日通のペリカン便」）[135]
- 第19回（1993年度）称揚（北海道放送アナウンス部「北海道南西沖地震放送活動」）[135]
- 第20回（1994年度）ラジオ「番組」部門優秀賞（河原多恵子「北島三郎・一筆啓上～私の書いた三通の手紙～」）[135]
- 第21回（1995年度）テレビ「CM」部門優秀賞（船越ゆかり「花王 ビオレUの歌編」）[135]
- 第22回（1996年度）テレビ「番組」部門優秀賞（北海道放送アナウンス部）、ラジオ「番組」部門優秀賞（藪淳一「ベストテンほっかいどう」）、「CM」部門優秀賞（船越ゆかり・坂上隆志「ふるさとの川キャンペーン」）[135]
- 第23回（1997年度）ラジオ「CM」部門最優秀賞（田村英一「全日本コーヒー協会」）[135]
- 第24回（1998年度）ラジオ「CM」部門優秀賞（山崎英樹・加藤雅章「テイネオリンピア」）[135]
- 第25回（1999年度）ラジオ「読み・ナレーション」部門最優秀賞（田村英一「Dr.キリコの遺言」）[135]
- 第26回（2000年度）ラジオ「読み・ナレーション」部門優秀賞（赤城敏正・飛田悦子「未来を拓け、世界と闘うスポーツマン」）、「実況・フリートーク」部門最優秀賞（赤城敏正）、「CM」部門優秀賞（田宮陽子・卓田和広「ダイキン空調北海道」）[135]
- 第27回（2001年度）ラジオ「フリートーク」部門最優秀賞（山内要一「山ちゃん直子のラジオマガジン ファクトリー積み上げ100万円クイズ」）[136]
- 第29回（2003年度）テレビ「読み・ナレーション」部門優秀賞（赤城敏正）、ラジオ「フリートーク」部門優秀賞（小川和幸）
- 第30回（2004年度）テレビ「フリートーク」部門優秀賞（近藤肇）
- 第31回（2005年度）テレビ「読み・ナレーション」部門優秀賞（武田明子）
- 第33回（2007年度）ラジオ「CM」部門優秀賞（石崎輝明・阿部彩子）
- 第36回（2010年度）ラジオ「フリートーク」部門優秀賞（渡辺陽子）
- 第38回（2012年度）テレビ「読み・ナレーション」部門最優秀賞（山崎英樹）
- 第41回（2015年度）ラジオ「読み・ナレーション」部門優秀賞（室谷香菜子）
- 第50回（2024年度）テレビ「フリートーク」部門優秀賞（堀内大輝）、テレビ「読み・ナレーション」部門優秀賞（世永聖奈）[137]

## インターネット配信
- 「もんすけTV」のサービス名で、動画配信サービスを実施している。2018年（平成30年）7月8日開始[138]。
- 一部コンテンツはGYAO!にも提供。
- 「ジンギス談!」、「吉田類の北海道ぶらり街めぐり」はTBS FREEを通じ、TVerなどで見逃し配信。
- 道内ニュースは土日を含め、昼と夕方の毎日2回配信している（かつてはWindows Media Playerが必要だった）。

## 不祥事
- 2008年（平成20年）12月22日に開設したさっぽろ雪まつりの特設サイト内で「韓日」という表現を用いたり、日韓両国で領有権が争われている竹島を「独島」と記述していた。この件はサイト開設当初より利用者による指摘がなされていたが、北海道放送は指摘に気付かないまま1か月半も放置した。その後利用者がスポンサーに抗議したことで、北海道放送は2009年（平成21年）2月2日にようやく事態を把握。当該箇所を訂正した上で「報道機関としては、お恥ずかしい限りです」と謝罪した[139]。
- 2016年（平成28年）5月26日、3月末までメディアビジネス局で事業部長を務めていた男性社員が、ゴルフイベントや「さっぽろ雪まつり」などの事業で外部の業者に架空の工事費用を請求させ、HBCが関連会社に支払った代金をキックバックし、総額で約1億円余りを不正に着服していたことが判明。HBCはこの社員を26日付けで懲戒解雇にしたことを発表。なおHBCは今回の不正を受け、再発防止策を決めるとともに、上司だったメディアビジネス局長ら3人をけん責などの処分。渡辺卓HBC社長が役員報酬20％を、常務2人が同10％をそれぞれ3ヵ月間自主返納するとした[140][141]。同局が刑事告発を行ったかどうかは明らかではない。
- 2021年（令和3年）4月19日、ラジオ局営業部の男性社員が、前年7月にツイッターを通じて知り合った当時18歳未満だった女性に、18歳未満と知りながら現金を渡す約束をし、札幌市内のホテルでみだらな行為をしたとして、児童買春・児童ポルノ禁止法違反（買春）の容疑で北海道県警栗山署に逮捕された。社員は「間違いありません」と容疑を認めている[142]。

## 社史・記念誌
- 北海道放送開業2周年 1954年発行、ページ数不明。
- 北海道放送開局五周年 HBCテレビ開局記念 1957年発行、33ページ。
- 北海道放送十年（北海道放送社史編纂委員会・編） 1963年7月発行、868ページ[143]。
- 北海道放送二十年（北海道放送社史編纂室・編） 1972年9月発行、868ページ。
- 北海道放送三十年（北海道放送社史編纂委員会・編） 1982年9月発行、882ページ。
- 北海道放送四十年（北海道放送社史編纂委員会・編） 1992年10月発行、990ページ[144]。
- スピーカーが風になりブラウン管が光になる時 北海道とともに50年 HBC（北海道放送創立50周年記念事業事務局・編） 2002年5月発行、517ページ。
- 北海道放送創立60周年 社史［2002〜2012］（北海道放送社史編纂委員会・編） 2013年11月発行、207ページ。